# Site historique maritime de la Pointe-au-Père
Vous lisez un « bon article » labellisé en 2010.  Il fait partie d'un « bon thème ».
Le Site historique maritime de la Pointe-au-Père (SHMP), anciennement connu sous le nom de Musée de la mer, est un complexe muséal situé à Rimouski dans la région du Bas-Saint-Laurent au Québec (Canada). Le musée a pris officiellement le nom de « Site historique maritime de la Pointe-au-Père » en 2007, car cette nouvelle appellation correspond mieux à sa réalité ainsi qu'à la personnalité du site de Pointe-au-Père, riche d'un passé maritime de 200 ans. Il est situé sur une pointe avancée dans le fleuve Saint-Laurent, la pointe au Père, où se trouvait jadis la station des pilotes du Saint-Laurent, et où se trouvent actuellement le quai et le phare de l'ancienne municipalité de Pointe-au-Père. Cette situation géographique est avantageuse pour le musée, car les visiteurs se retrouvent à proximité de la mer, dans un lieu baigné d'une forte ambiance maritime.
La diffusion de l'histoire maritime de la région de Pointe-au-Père et du Québec est au cœur de la mission du musée. Ses expositions permettent aux visiteurs de mieux connaître l'histoire du phare de Pointe-au-Père, de la station d'aide à la navigation et de ses infrastructures, un site maritime très actif dans la première moitié du XXe siècle. Le musée donne aussi aux visiteurs l'occasion de connaître l'histoire de l’Empress of Ireland, un transatlantique qui a fait naufrage au large de Pointe-au-Père en 1914 ; une tragédie qui a coûté la vie à 1 012 personnes. Depuis 2009, on peut aussi y voir l'exposition du NCSM Onondaga, un sous-marin ayant appartenu à la Marine royale canadienne converti en navire musée, et en apprendre plus sur la vie des sous-mariniers. En 2014, lors de la célébration du centième anniversaire du naufrage, le site historique a ouvert le Hangar 14, où se trouve depuis une exposition sur « la vie en 1914 », et l'arrivée des objets modernes dans les foyers.

## Description

### Mission du musée
Le site historique maritime de la Pointe-au-Père s'est donné comme mission de « faire connaître l’histoire maritime et le milieu marin de la région et du Québec ». Pour accomplir cette mission, il a adopté des objectifs spécifiques qui l'aident à mieux atteindre ce but. L'un de ces objectifs est de faire connaître l'histoire de l’Empress of Ireland et la participation de ce transatlantique à l’essor démographique du Canada au début du XXe siècle. De plus, le musée contribue à ce que l'épave de l’Empress of Ireland soit protégée de façon adéquate et veille également à ce que les artéfacts prélevés sur le navire soient mis en valeur.
Une autre priorité de l'institution muséale est de faire découvrir, en partenariat avec l'agence gouvernementale Parcs Canada, l'histoire de la station d'aide à la navigation de Pointe-au-Père. Le site de la station est reconnu lieu historique national du Canada et rappelle l'histoire du poste de pilotage, du Phare de Pointe-au-Père ainsi que des autres infrastructures maritimes d'aide à la navigation ayant été présentes sur le site. Finalement, depuis l'achat du sous-marin NCSM Onondaga par le musée en 2005, la mise en valeur et la sauvegarde du submersible se sont ajoutées aux objectifs de l'institution.

### Un lieu au riche passé maritime
Le passé maritime du site remonte à l'arrivée des Européens en Amérique, le fleuve Saint-Laurent étant la voie principale d'accès et de transport des hommes et des marchandises entre les deux continents. Les dangers de la navigation sur le fleuve sont nombreux (présence de glace, épisodes de fort vent, brouillards fréquents, hauts-fonds, récifs) et font en sorte que des pilotes expérimentés y sont nécessaires pour guider les navires vers Québec.
Le poste du Bic est d'abord désigné comme la station de pilotage officielle avec l'ordonnance du gouverneur James Murray en 1762. Cependant, plusieurs pilotes s'installent à Pointe-au-Père en aval du Bic, dès 1805, présence que confirme Joseph Bouchette en 1815. En 1856, la Montreal Ocean Steamship Company, premier nom de la Allan Line, l'une des plus importantes compagnies à opérer sur le fleuve, obtient un contrat exclusif de transport de courrier avec l'Angleterre et installe les pilotes affectés à ses paquebots à Pointe-au-Père peu après.

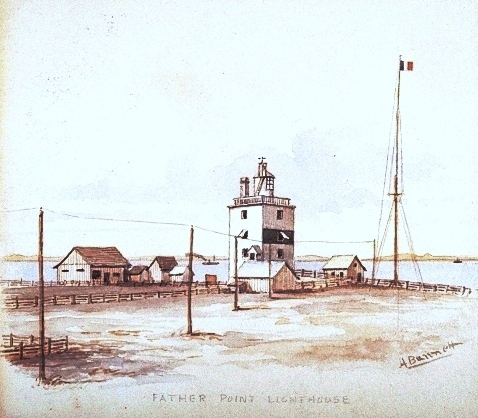
Le second phare de Pointe-au-Père, aquarelle de Henry Richard S. Bunnett.

En 1859, la Allan Line fait construire le premier phare bâti sur le site pour améliorer la sécurité de la navigation près de la côte. Les pilotes installés à Pointe-au-Père peuvent dès lors profiter de la possibilité de transbordement offerte par le gardien du phare et son petit voilier. Le phare est racheté par le gouvernement canadien en 1861, mais est détruit par un incendie en 1867. Un second phare est construit la même année à l'emplacement exact du premier.
Les pressions des entreprises de transport par paquebot se font de plus en plus grandes à la fin du XIXe siècle pour une réforme du système de pilotage sur le Saint-Laurent. En prévision de la désignation de Pointe-au-Père comme station officielle de pilotage, le gouvernement canadien de Wilfrid Laurier y fait construire un quai de 600 pieds (200 mètres) en 1901-1902 qui est ensuite rallongé de 200 pieds (67 mètres) en 1904. Les deux phases des travaux sont finalement effectuées pour la somme totale de 102 121 dollars.
Le ministère de la Marine du Canada prend le contrôle du service de pilotage en 1905 et le poste des pilotes du Saint-Laurent est officiellement déménagé à Pointe-au-Père en 1906. Un premier bateau pilote, l’Eurêka est affecté à la station en 1906 et utilise le nouveau quai construit en 1902. C'est aussi lors de cette période du début du XXe siècle que le gouvernement fédéral effectue à Pointe-au-Père diverses expérimentations dans le but de déterminer les meilleures solutions permettant d'améliorer la signalisation visuelle et sonore d'aide à la navigation : gaz acétylène, essai de signaux sonores, installation d'un phare équipé d'un feu dioptrique.

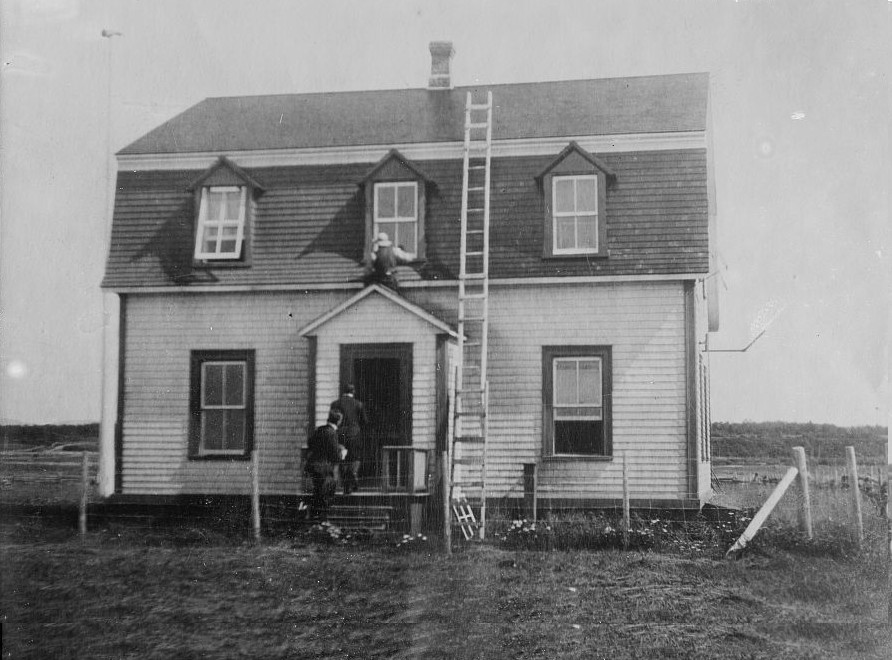
La station de télégraphe sans fil de Pointe-au-Père entre 1910 et 1915.

D'autres améliorations viennent confirmer l'importance du site de Pointe-au-Père comme centre d'aide à la navigation, en particulier la construction en 1908 d'une station de télégraphie sans fil, la station Marconi du nom de son inventeur et qui est en service de 1909 à 1959. Mais c'est en 1909, à la suite des pressions des armateurs, que s'effectue l'ajout le plus important, la construction du troisième phare de Pointe-au-Père qui est doté de l'appareillage optique le plus sophistiqué disponible à l'époque. Le bâtiment du second phare change alors de vocation et est utilisé comme bureau pour les pilotes ; il est finalement démoli en 1966. Les années de 1910 à 1914 marquent l'apogée de la station d'aide à la navigation de Pointe-au-Père alors que plus d'un millier de navires, dont environ 250 à 300 paquebots viennent y chercher ou déposer leur pilote.
En 1914, le poste de pilotage est témoin du naufrage de l’Empress of Ireland au large de la Pointe-au-Père après sa collision avec le charbonnier norvégien Storstad. Le paquebot transatlantique venait juste d'y déposer son pilote quelques heures plus tôt. Le nom du village de Pointe-au-Père fait alors le tour du monde. Pendant l'entre-deux-guerres, d'autres services maritimes s'ajoutent : le transfert de Rimouski à Pointe-au-Père du service de transport du courrier entre l'Europe et le Canada après la Première Guerre mondiale, service de douanes en 1920, services d'officiers médicaux en 1923 libérant les navires de l'obligation d'arrêter à la Grosse-Isle avant leur arrivée à Québec lorsqu'aucune maladie n'est décelée à bord.
L'ouverture de la Voie maritime du Saint-Laurent rend la station des Escoumins beaucoup plus attrayante pour les transporteurs maritimes et la station de pilotage y est déménagée en 1959. En 1959-1960, la construction d'un port d'hiver et d'infrastructures de transport des marchandises et des véhicules entre Pointe-au-Père et la Côte-Nord permettent de relancer l'activité maritime. Un service de traversier brise-glace relie Pointe-au-Père à Baie-Comeau à partir de 1962 jusqu'à son abandon en 1970. Seules les opérations du phare demeurent jusqu'en 1975, année où elles sont abandonnées à la suite de l'érection d'un quatrième phare entièrement automatisé, qui est en quelque sorte le « témoin ultime et la conclusion du rôle historique de la station de phare de Pointe-au-Père ».

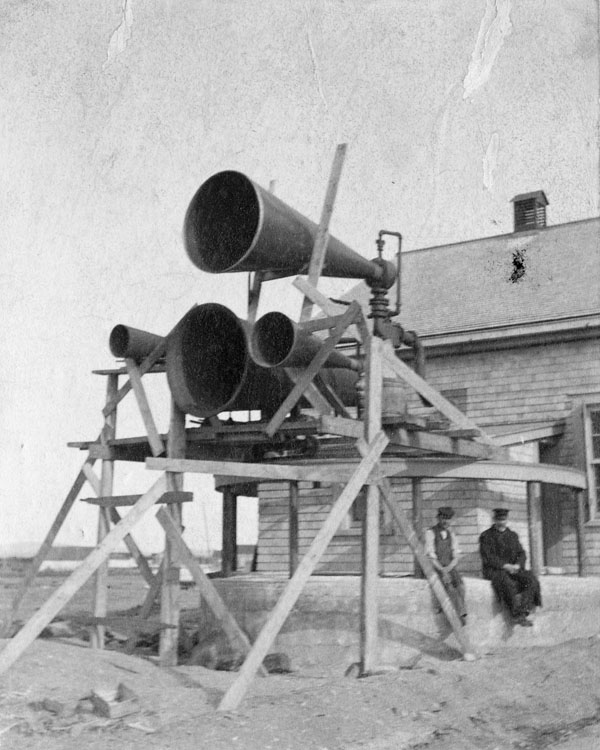
Trompettes expérimentales et corne de brume en 1903.
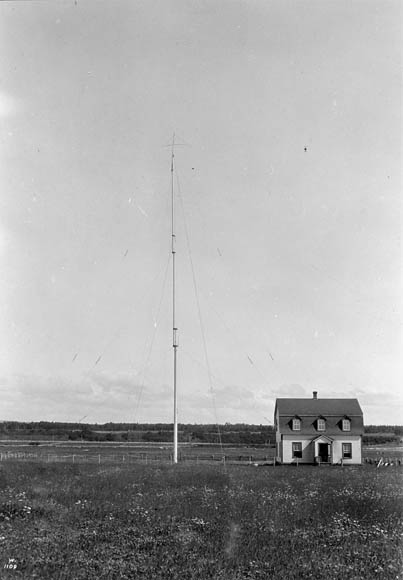
La station de télégraphie sans fil en 1909.
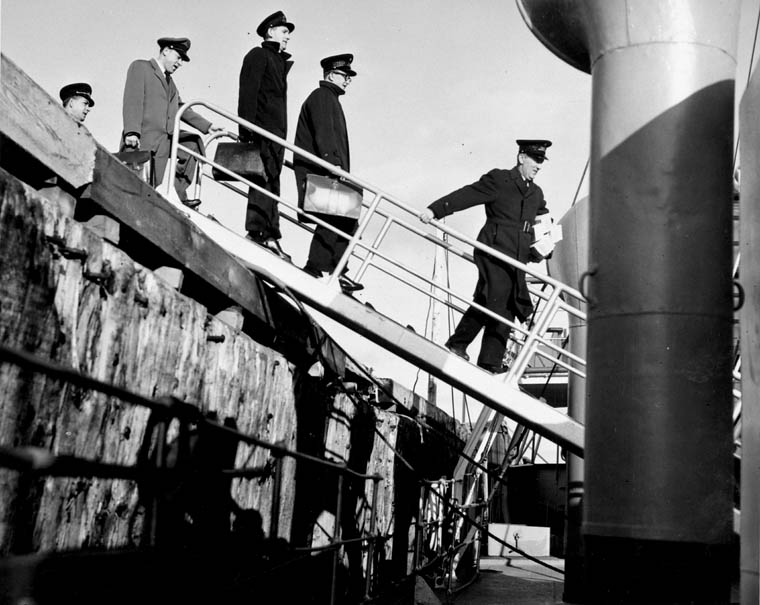
Officiers d'immigration canadiens embarquant sur le bateau-pilote.
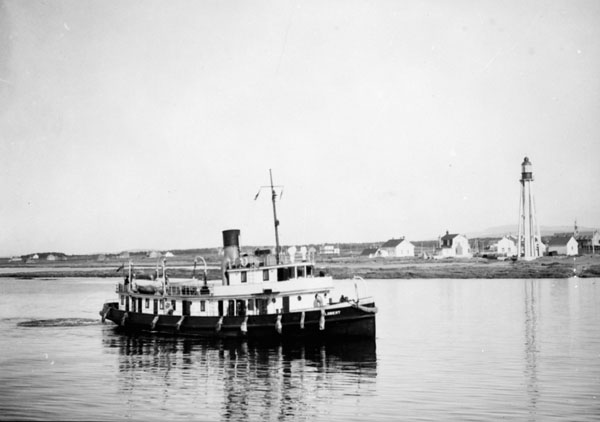
Le Jalobert, bateau-pilote en service de 1923 à 1934.

## Histoire du musée

### Les débuts
Les premiers événements à l'origine de la création du musée du Site historique maritime de la Pointe-au-Père tel qu'on le connaît aujourd'hui remontent à 1979. La Ligue navale du Canada, secteur Rimouski, prépare au printemps de cette année-là une exposition sur le thème du monde maritime. La ville de Rimouski appuie alors financièrement la tenue de l'événement pour qu'y soit inclus un volet sur l’Empress of Ireland, une sorte de musée temporaire. Le maire de Rimouski de l'époque, Philippe Michaud, émet alors le souhait que soit créé un musée permanent rappelant cette tragédie, car il est persuadé qu'il s'agirait d'une attraction touristique importante pour la ville. Marcel-Guy Bélanger, président de la Ligue navale, et Philippe Beaudry, un plongeur possédant une importante collection d’artéfacts provenant de l’épave de l’Empress of Ireland, présentent cette exposition temporaire à l'été 1979 dans les locaux du Manège militaire de Rimouski.
Le succès de l'exposition temporaire mène à la naissance, le 29 avril 1980, du Musée de la mer. Ce nouveau musée est constitué sous la forme d'une société sans but lucratif par un groupe de plongeurs passionnés par l'histoire de l’Empress of Ireland. Ces enthousiastes regroupent des artéfacts prélevés sur le navire, dans le but de créer un lieu dédié à la mémoire des victimes de son naufrage. Lors des étés 1980 et 1981, ils organisent des expositions qui sont tenues à l’Institut maritime du Québec à Rimouski.
Comme l'Institut est un établissement scolaire dont les locaux sont disponibles uniquement pendant la période estivale, la nouvelle société se met donc à la recherche d'un lieu répondant de façon plus adéquate aux besoins d'une institution muséale. Le 26 juin 1982, le Musée de la mer conclut une entente de partenariat avec Parcs Canada pour l'animation et la mise en valeur du Lieu historique national du Canada du Phare-de-Pointe-au-Père,. Cette entente est la première entente d'association coopérante de Parcs Canada au pays. Le musée quitte alors l’Institut maritime du Québec pour s'établir de façon définitive dans les bâtiments de l’ancienne station de phare de Pointe-au-Père appartenant à Parcs Canada. Il s'agit d'un site idéal pour le musée, car le nouvel emplacement est situé en bordure de la mer et les visiteurs se retrouvent baignés dans « l'ambiance maritime qui se dégage des lieux ».
L'installation du musée sur le site du Lieu historique national du Canada du Phare-de-Pointe-au-Père en 1982 et la nomination en 1983 d'un premier directeur, Jean-Pierre Fillion, permettent au musée de coordonner les recherches et de développer les thématiques reliées à l'histoire du site comme le pilotage, le phare, les signaux sonores d'aide à la navigation ainsi qu'à pousser plus avant les démarches au niveau des expositions, de la conservation et de l'interprétation du site. Le fruit de ces recherches fait l'objet d'un long article dont le sujet est « Pointe-au-Père et la grande navigation », paru en 1982 dans la revue du Bas-Saint-Laurent. Les nouvelles données ainsi obtenues aident le musée à mieux circonscrire la situation du site historique tel qu'il était au début du XXe siècle et de réaliser, lors de l'automne 1983, une maquette historique représentant la station maritime de Pointe-au-Père à son apogée en 1910.
Le dernier gardien du phare quitte la maison du gardien en 1988, le ministère des Transports du Canada cède le bâtiment à Parcs Canada et tous les bâtiments du lieu historique national deviennent alors disponibles pour le musée. La même année, le musée installe ses bureaux administratifs dans cette maison qu'il occupe jusqu'en 1992. En 1992, Parcs Canada effectue d'importants travaux d'entretien sur le phare et d'autres bâtiments du lieu historique national pour un montant de 1,2 million de dollars. Les travaux se terminent en 1993 et les deux étages de la maison du gardien peuvent alors être utilisés à des fins d'exposition. Les travaux permettent d'améliorer les conditions d'exposition et permettent au musée de présenter une nouvelle exposition sur l’Empress of Ireland.
Parallèlement aux travaux de rénovations des bâtiments du site en 1992, Parcs Canada entreprend des fouilles archéologiques afin d'avoir une meilleure idée de l'aspect des installations présentes sur le site de la station maritime à la fin du XIXe siècle et au début du XXe siècle. Ces fouilles ont mis au jour une structure en bois située entre la maison de l'assistant gardien et le hangar de la corne de brume qui assurait la stabilité du sol à l'endroit où se trouvaient, à l'époque, les berges du fleuve. Elles ont aussi permis de découvrir les fondations de l'abri du générateur, un bâtiment qui a servi aux essais de production et d'utilisation du gaz acétylène.

### La construction du Musée Empress of Ireland
En 1995, David Tremblay met en branle un projet qui s'avère d'une grande importance pour le musée. Ce projet, appelé « simulateur de naufrage », évolue par la suite et est à l'origine du spectacle multimédia 3D S.O.S Empress of Ireland. Le Musée de la mer se lance alors dans le projet de construction d'un nouveau bâtiment afin de présenter ce spectacle au public et de se doter d'un local adéquat pour mettre en valeur sa collection d'artéfacts provenant de l’Empress of Ireland. En avril 1999, l'organisme reçoit un appui financier de 625 000 dollars du gouvernement canadien pour la construction du musée et la réalisation du spectacle multimédia.
La construction du nouveau bâtiment muséal est presque complétée en mars 2000 et l'aménagement intérieur, salle d'exposition et multimédia, se termine en mai. L'inauguration du Musée Empress of Ireland a lieu le 2 juin 2000 et avec ce nouveau bâtiment le Musée de la mer devient un véritable complexe muséal,. La conception et les plans du bâtiment sont l'œuvre de l'architecte rimouskois Richard Goulet. Le Musée Empress of Ireland concrétise la vocation initiale de l'organisme qui a vu le jour grâce à l'engagement de passionnés de l'histoire du transatlantique. Le coût du projet est de 1 250 000 dollars, ce qui comprend la construction du bâtiment et son aménagement ainsi qu'une salle de projection et des équipements destinés à la présentation du spectacle multimédia en trois dimensions. Le spectacle multimédia 3D est, à l'époque, une technologie relativement nouvelle et son utilisation permet de présenter le film S.O.S Empress of Ireland.

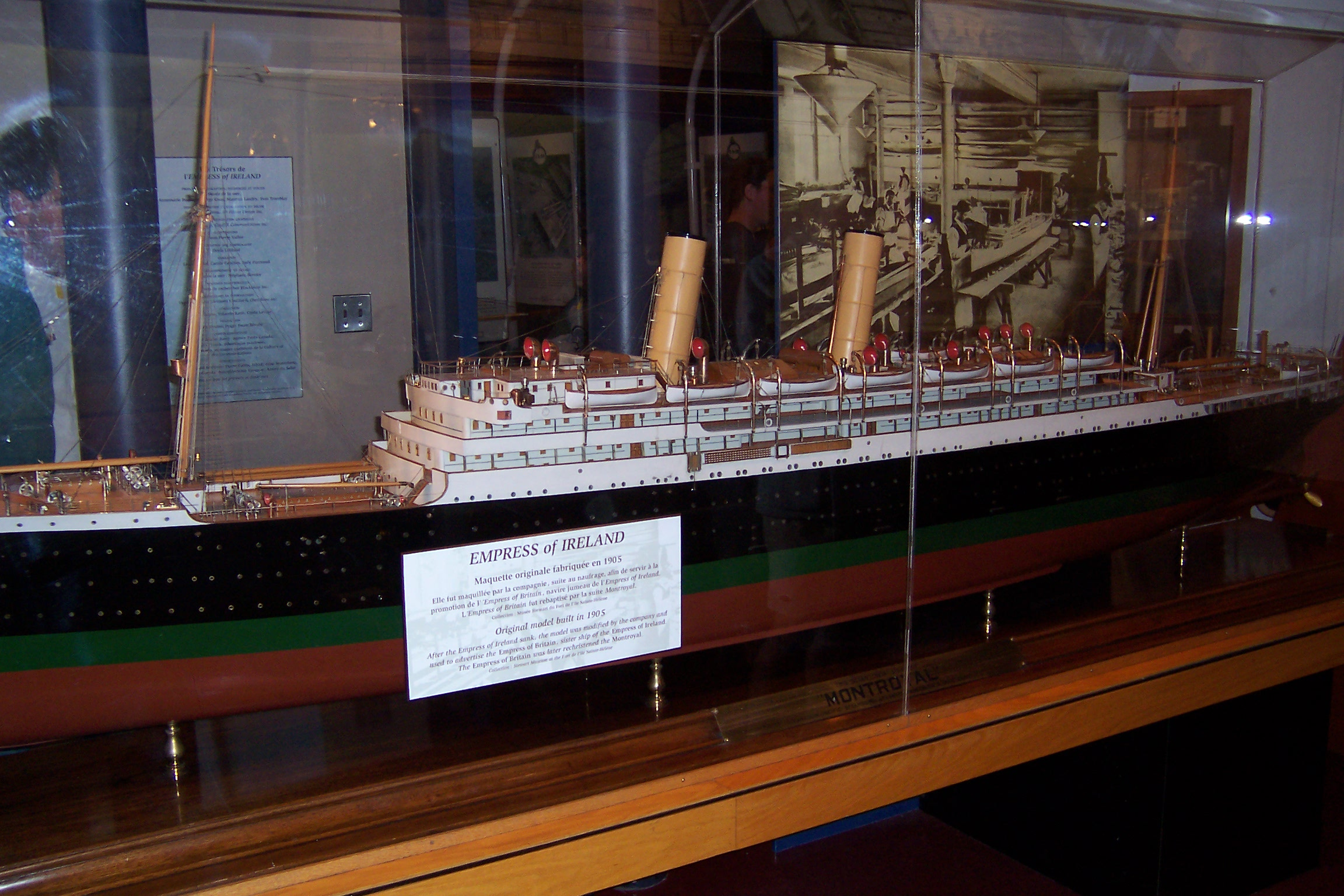
La maquette de l’Empress of Ireland.

En prévision de l'ouverture du nouveau Musée Empress of Ireland, la direction de l'organisme entreprend des démarches auprès du Musée Stewart de l'île Sainte-Hélène dès 1998 pour rapatrier à Rimouski la maquette de l’Empress of Ireland exposée au port de Montréal depuis vingt ans. À l'époque de la construction de l’Empress of Ireland, la tradition voulait qu'une maquette du navire, appelée maquette de constructeur, soit effectuée avant que débutent les travaux de construction. Construite en 1905, la maquette de l’Empress of Ireland donnait une idée assez juste de l'allure finale du navire et a servi à faire sa promotion après la mise en service. Les démarches du musée pour rapatrier la maquette de l’Empress of Ireland n'ont pas été vaines puisque cette dernière est présente dans le musée Empress of Ireland depuis son ouverture.

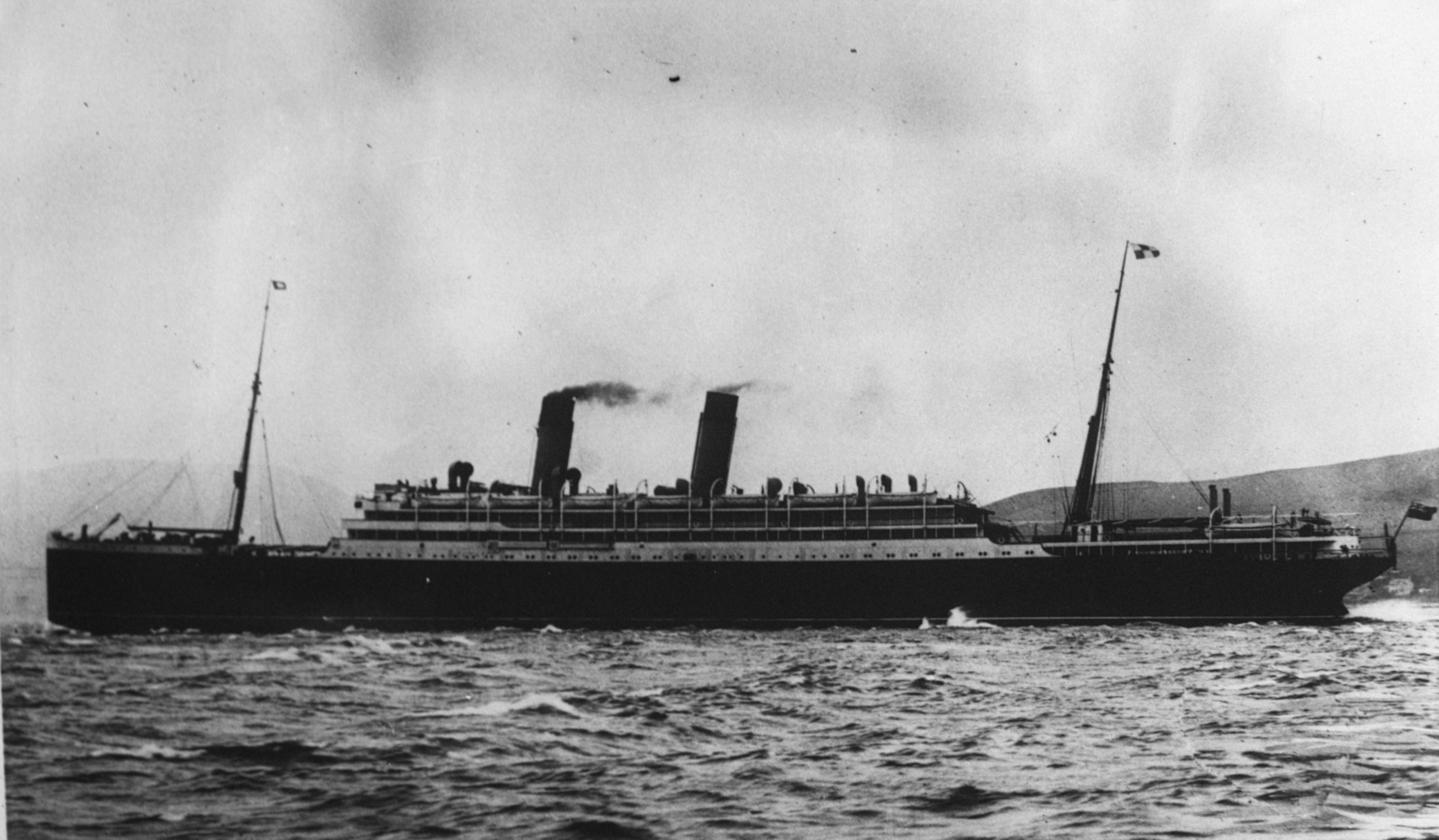
L’Empress of Ireland en mer.

L'ajout de la thématique du naufrage de l’Empress of Ireland donne l'occasion aux visiteurs de « saisir l'ampleur du plus tragique naufrage qui ait brouillé les eaux du fleuve, d'admirer les trésors d'une épave célèbre et de découvrir la vie à bord des transatlantiques d'antan ». De plus, selon une étude du ministère du Développement économique du Canada, la nouvelle exposition devrait permettre au musée de voir sa fréquentation annuelle passer de 18 000 à 35 000 visiteurs dans les trois années suivant la construction. Selon cette même étude, l'impact économique créé par l'arrivée du nouveau musée est évalué à plus de 5 millions de dollars.
Les efforts du musée et la croissance de la fréquentation qui suit l'ouverture du nouveau musée sont récompensés par l'obtention du Lauréat Or des Grands prix du tourisme québécois en 2001. La même année, le musée est reconnu par le ministère de la Culture et des Communications du Québec comme « établissement faisant preuve d’une grande qualité muséologique » et peut dès lors obtenir un soutien financier pour les expositions permanentes,. Dès 2002, le musée reçoit une subvention de 200 000 dollars du gouvernement du Québec pour actualiser la présentation de l'exposition « Les trésors de l’Empress of Ireland », à la suite du classement de l’épave comme bien culturel. Le nouveau concept de cette exposition est l'œuvre de Jean-Marc Fillion et a été conçu pour l'ouverture du Musée Empress of Ireland. L'exposition est inaugurée le 20 juin 2003 et présente aux visiteurs « la plus grande collection d’objets de l’Empress of Ireland », des photographies d'époque et permet aussi d'entendre des témoignages de survivants du naufrage. D'année en année, l'exposition s'étoffe avec la présentation de nouveaux artefacts. En 2013, un spectacle multimédia multisensoriel intitulé "Le Dernier voyage" est inauguré. En 2016, le Musée Empress of Ireland est agrandi avec la construction d'une nouvelle aile triplant la surface de l'exposition. Une refonte muséographique majeure est effectuée et une nouvelle exposition, intitulé "Empress of Ireland: l'histoire continue" ouvre ses portes en juin 2017, présentant de nouveaux artefacts, des documents d'archives sur les plongées effectuées sur l'épave du navire entre 1967 et 2000 et les témoignages des descendants des passagers qui avaient été collectés en 2014 lors du centenaire du naufrage.

### Le projet Onondaga

#### La genèse du projet

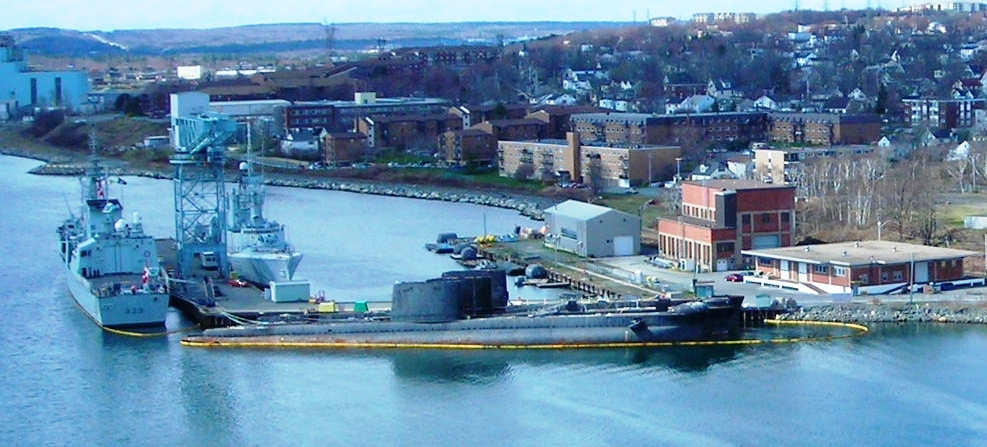
Trois sous-marins de la Classe Oberon au quai d'Halifax en 2010.

Le projet Onondaga est né d'une boutade lancée par un ami du musée aux dirigeants de l'organisme leur enjoignant d'aller chercher le sous-marin du même nom, mis hors service par la Défense canadienne, et à le ramener à Pointe-au-Père,. L'idée semble plaire aux dirigeants du musée, mais un projet existe déjà pour installer le submersible à Ottawa près du futur Musée canadien de la guerre,. Le projet de transport du sous-marin d'Halifax à Ottawa s'avère cependant coûteux, parsemé d'embûches techniques et est abandonné,. L'idée d'un partenariat entre les deux musées est alors mise de l'avant, mais, en 2003, le Musée canadien de la guerre abandonne ses droits sur le sous-marin,.
Une étude de marché effectuée pour le musée en 2003 prévoit que sa fréquentation pourrait doubler après la mise en place du sous-marin. Cette étude conclut aussi que le projet serait rentable pour le musée,. Dans un premier temps, un site serait aménagé près du quai pour recevoir le sous-marin qui serait remorqué depuis Halifax et les aménagements permettant la visite seraient réalisés en 2005 selon le souhait des dirigeants du musée. L'exposition sur l’Onondaga mettrait l'accent sur la vie des sous-mariniers à bord d'un submersible et sur les divers équipements électroniques ou mécaniques présents à bord,. L'aspect militaire du sous-marin ne jouerait qu'un rôle secondaire dans le plan d’interprétation qui serait élaboré.
Dans une seconde phase, un bâtiment serait construit près du sous-marin pour accueillir les visiteurs,. Un deuxième bâtiment, le pavillon Storstad, serait construit à proximité du Musée Empress of Ireland et abriterait une boutique de souvenirs, un restaurant, des espaces de bureaux et un entrepôt,. On y retrouverait aussi une salle d'exposition permettant d'y présenter la thématique de la bataille du Saint-Laurent qui a eu lieu entre 1942 et 1944 et celle des sous-marins canadiens en général.
En novembre 2005, le Musée de la mer fait l'acquisition, pour la somme symbolique de quatre dollars, du sous-marin NCSM Onondaga, désarmé par la Défense nationale en 2000. Le projet du musée consiste à remorquer le sous-marin de Halifax en Nouvelle-Écosse jusqu'à Pointe-au-Père pour en faire le premier sous-marin musée au Canada. L'organisme précise alors les étapes de réalisation du projet, préparation du site et remorquage du sous-marin dans un premier temps, construction d'un pavillon d'accueil comprenant une salle de projection et un restaurant dans un second temps,. Le musée dévoile aussi les coûts estimés du projet soit 2,6 millions de dollars,.
Toujours en 2005, le musée détermine le futur site du sous-marin qui serait installé près du quai de Pointe-au-Père. L’Onondaga serait entièrement sorti de l'eau et protégé des marées par une digue créée par enrochement et des ouvertures percées sur le côté du sous-marin ainsi que des passerelles permettraient aux visiteurs d'y avoir accès. Le musée amorce aussi les démarches afin d'obtenir les autorisations environnementales nécessaires à la réalisation du projet. Le ministère des Transports du Canada cède au musée les terrains pour construire les passerelles d'accès, le bâtiment d'accueil et l'espace où serait situé le sous-marin. L'Agence canadienne d'évaluation environnementale donne son feu vert au projet le 22 décembre 2006 en contrepartie de la réalisation de mesures d'atténuation des impacts environnementaux du projet.
Les difficultés rencontrées par le musée et l'augmentation des coûts d'installation du sous-marin retardent la réalisation du projet, et  l'ouverture de l'exposition du sous-marin est repoussée à 2007. La thématique sur la bataille du Saint-Laurent est aussi abandonnée, le musée décidant que l'exposition mettrait entièrement l'accent sur la visite du sous-marin, et que seul le pavillon d'accueil de l'Onondaga serait construit.
L'ajout de la thématique du sous-marin amène le musée à faire une réflexion sur son identification afin de trouver un nom plus représentatif des diverses activités qu'il propose. Des consultations auprès de spécialistes en marketing et en tourisme permettent d'orienter le musée qui choisit de changer de nom pour s'appeler désormais le « Site historique maritime de la Pointe-au-Père », un nom qui décrit mieux le contexte de la visite du musée et rappelle les 200 ans d’histoire maritime de Pointe-au-Père.
Pour le musée, commence alors la recherche des quelque 3 millions de dollars que coûtent le remorquage du sous-marin jusqu'à Rimouski, son installation sur le site de Pointe-au-Père et sa transformation en sous-marin musée. La tâche de convaincre les partenaires locaux de subventionner le projet s'est avérée assez difficile, car il ne s'agissait pas d'une cause liée à la santé ou à l'éducation. Finalement, c'est 600 000 dollars qui seront amassés auprès des partenaires locaux du musée.
Cependant, le projet est à nouveau retardé, car l'appui financier des gouvernements n'est toujours pas confirmé en septembre 2007, la direction du musée se voyant contrainte de reporter le remorquage du sous-marin en 2008 et l'ouverture de l'exposition en 2009. Finalement, le 16 mai 2008, le ministère du Développement économique du Canada annonce un investissement de 1,6 million de dollars pour soutenir le projet. L'annonce de la participation du gouvernement du Canada au projet sera rapidement suivie par celle de la participation financière du gouvernement du Québec,.

#### L'installation et l'exposition du NCSMOnondaga
Après un remorquage de plus de 1 000 kilomètres effectué en juillet 2008,, le sous-marin arrive finalement au quai de Rimouski le 17 juillet. Il y reste amarré en attendant les grandes marées d'automne qui doivent faciliter son halage vers sa destination finale, près de la nouvelle jetée de Pointe-au-Père. Le 29 août 2008, l’Onondaga est remorqué du quai de Rimouski vers Pointe-au-Père.

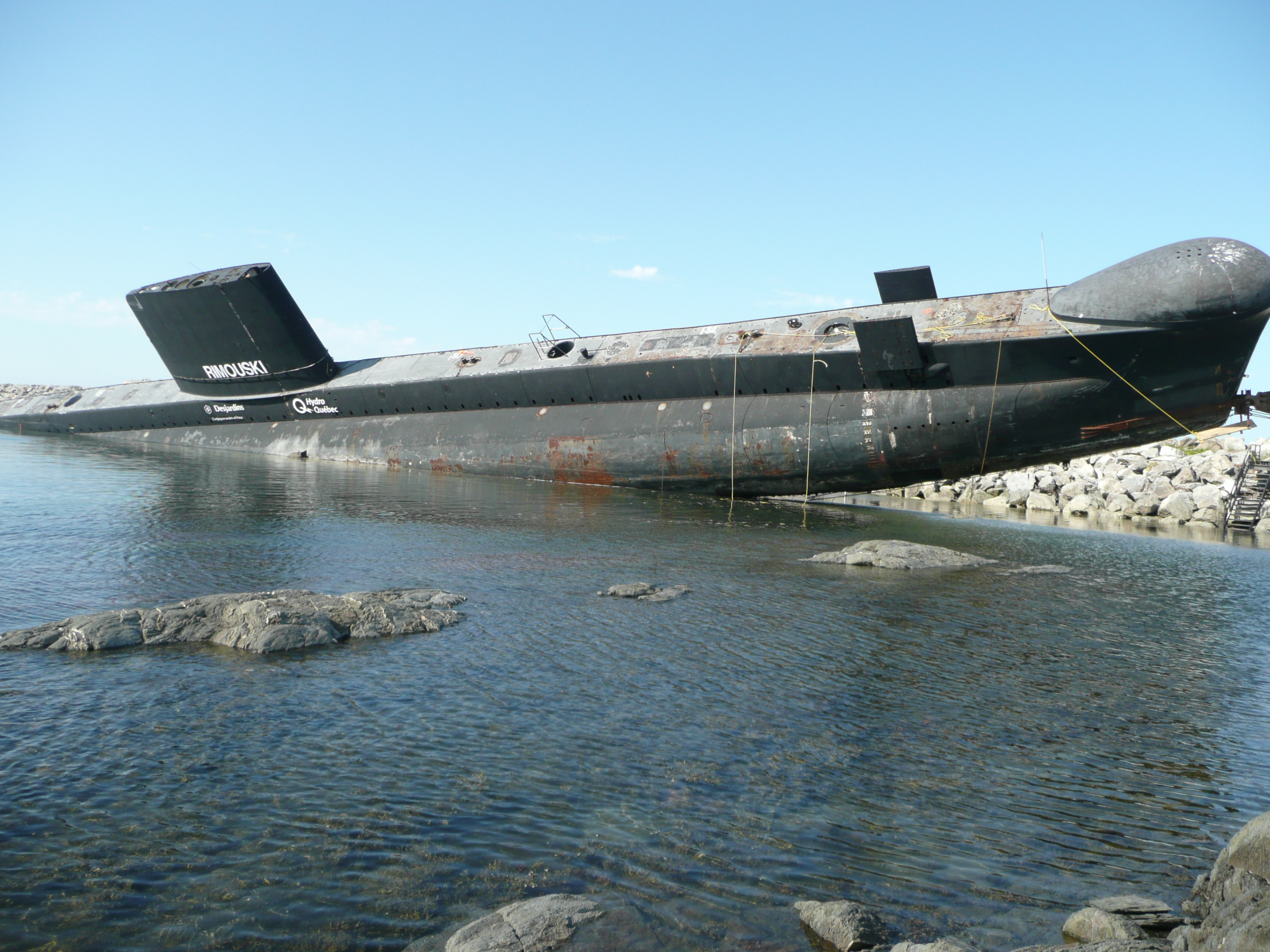
L’Onondaga s'est renversé.

L'installation du sous-marin ne s'est pas faite sans rencontrer de nombreuses difficultés. Son poids énorme et sa longueur rendent la tâche beaucoup plus difficile que prévu. Lors d'une tentative de halage vers sa demeure finale à la fin août, l'un des chariots de métal cède en raison du mauvais positionnement du submersible et de son poids et le sous-marin se renverse sur le côté,. La direction du musée et Tramer, l'entreprise chargée de réaliser le halage du sous-marin, estiment alors qu'on doit ramener ce dernier au quai de Rimouski pendant que les réparations des chariots de métal sont effectuées et que l'opération de halage ne reprendrait que lors de la prochaine grande marée prévue à la mi-octobre,. Plusieurs tentatives pour redresser le sous-marin sont effectuées au début d'octobre, mais ne permettent qu'un redressement partiel du submersible,.

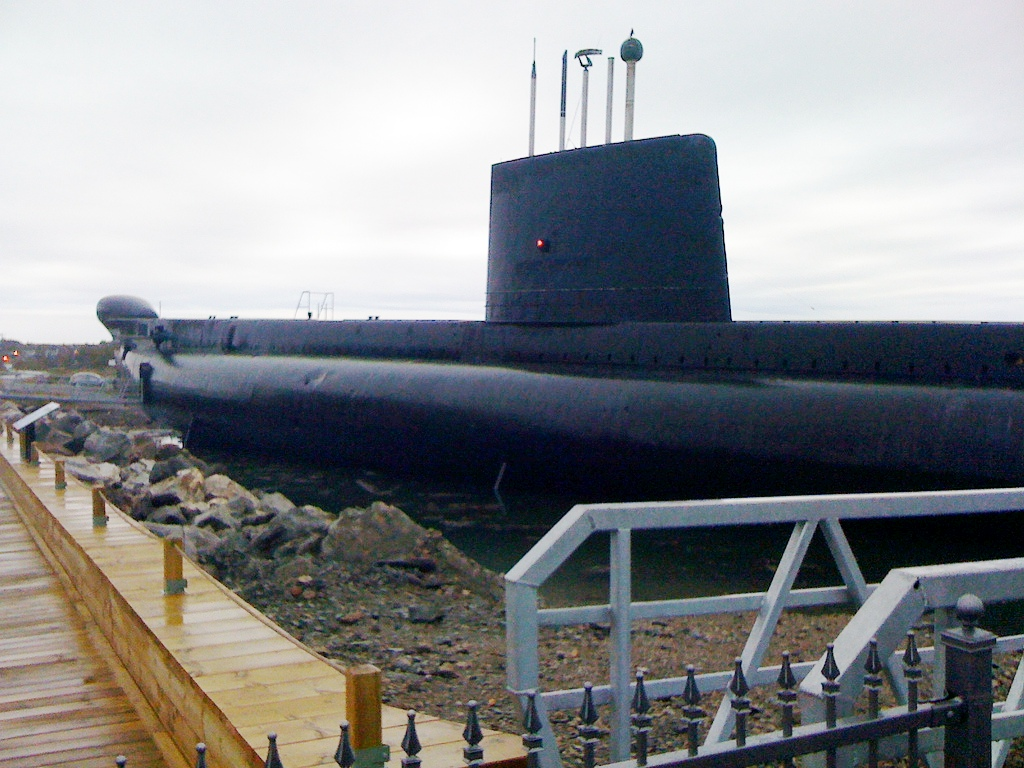
Rampes d'accès pour la visite de l’Onondaga.

Ces incidents et le retard pris dans le projet d'installation, l'automne étant déjà très avancé, amènent la direction du musée à croire qu'il faut ramener le sous-marin en lieu sûr au quai de Rimouski, car il ne peut passer l'hiver à Pointe-au-Père dans cette position. Ces problèmes d'installation retarderaient aussi l'ouverture de l'exposition du sous-marin-musée qui était prévue pour juin 2009, car il est désormais impossible d'effectuer l'aménagement intérieur du sous-marin, une opération nécessaire avant l'ouverture de l'exposition,. Cependant, le sous-marin est redressé le 10 octobre, ce qui rend possible la reprise du travail de halage. Cependant, l'opération progresse à pas de tortue et, le 16 novembre, il y a toujours une distance de 15 mètres qui sépare le sous-marin de l'emplacement qui lui est réservé sur le site pour son exposition,. Finalement, le 30 novembre 2008, le sous-marin est installé sur son site permanent, trois mois après le début des opérations de halage,.
Les travaux d'aménagement intérieur du submersible sont réalisés au cours de l'hiver 2009, particulièrement ceux de nettoyage de l'intérieur du submersible ainsi que la réalisation de l'audioguide. Les travaux extérieurs avancent, eux aussi, à un bon rythme et la digue d'enrochement qui vise à protéger le sous-marin est presque terminée à la mi-février,. Lors du printemps 2009, ce sont les travaux qui redonnent vie à l'appareillage électronique du sous-marin, écrans radars, sonars et tableaux de contrôle pour le lancement des torpilles, qui sont réalisés,,. Ces travaux ont pour but de « rendre l’expérience de découverte du sous-marin plus réaliste » pour les visiteurs,. C'est aussi au cours du printemps 2009 que sont réalisés les travaux de construction du bâtiment d'accueil de l'Onondaga qui sert de billetterie et de salle d'attente pour les visiteurs avant la visite du sous-marin,.
La ténacité des dirigeants du musée dans ce projet est récompensée par l'obtention de quatre prix régionaux du tourisme décernés par région du Bas-Saint-Laurent en mars 2009. L'exposition permanente du sous-marin-musée est inaugurée officiellement le 13 juin 2009. La première année d'exposition du sous-marin est un véritable succès, car plus de 92 000 personnes le visitent. Ce succès permet au musée de remporter un second Lauréat Or des Grands prix du tourisme québécois, en 2010. Le succès de l'Onondaga amène le Musée militaire Elgin de St. Thomas en Ontario à élaborer un projet pour convertir un autre Oberon canadien, le NCSM Ojibwa, en navire musée.

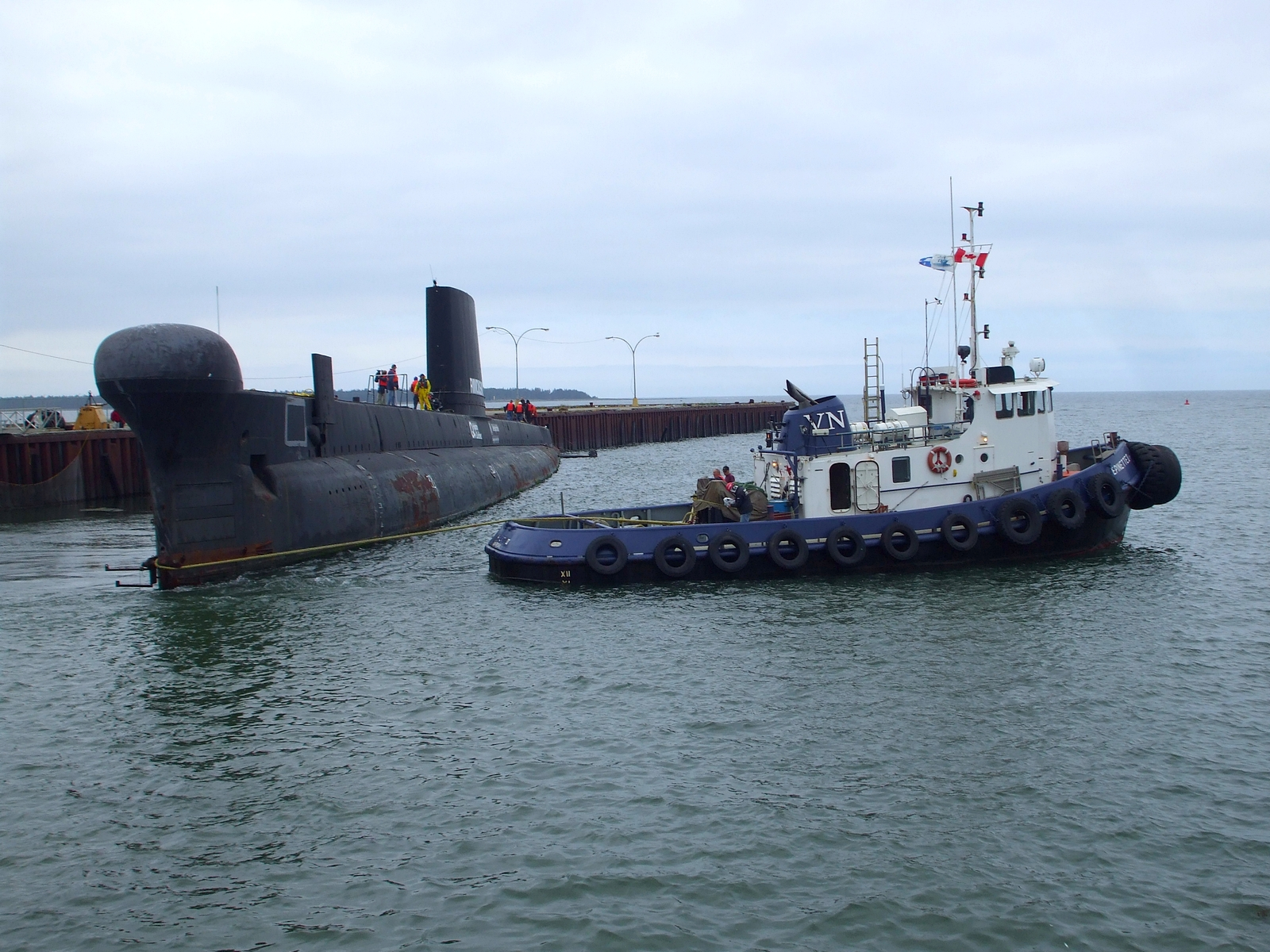
L'Onondaga à son départ de Rimouski en 2008.
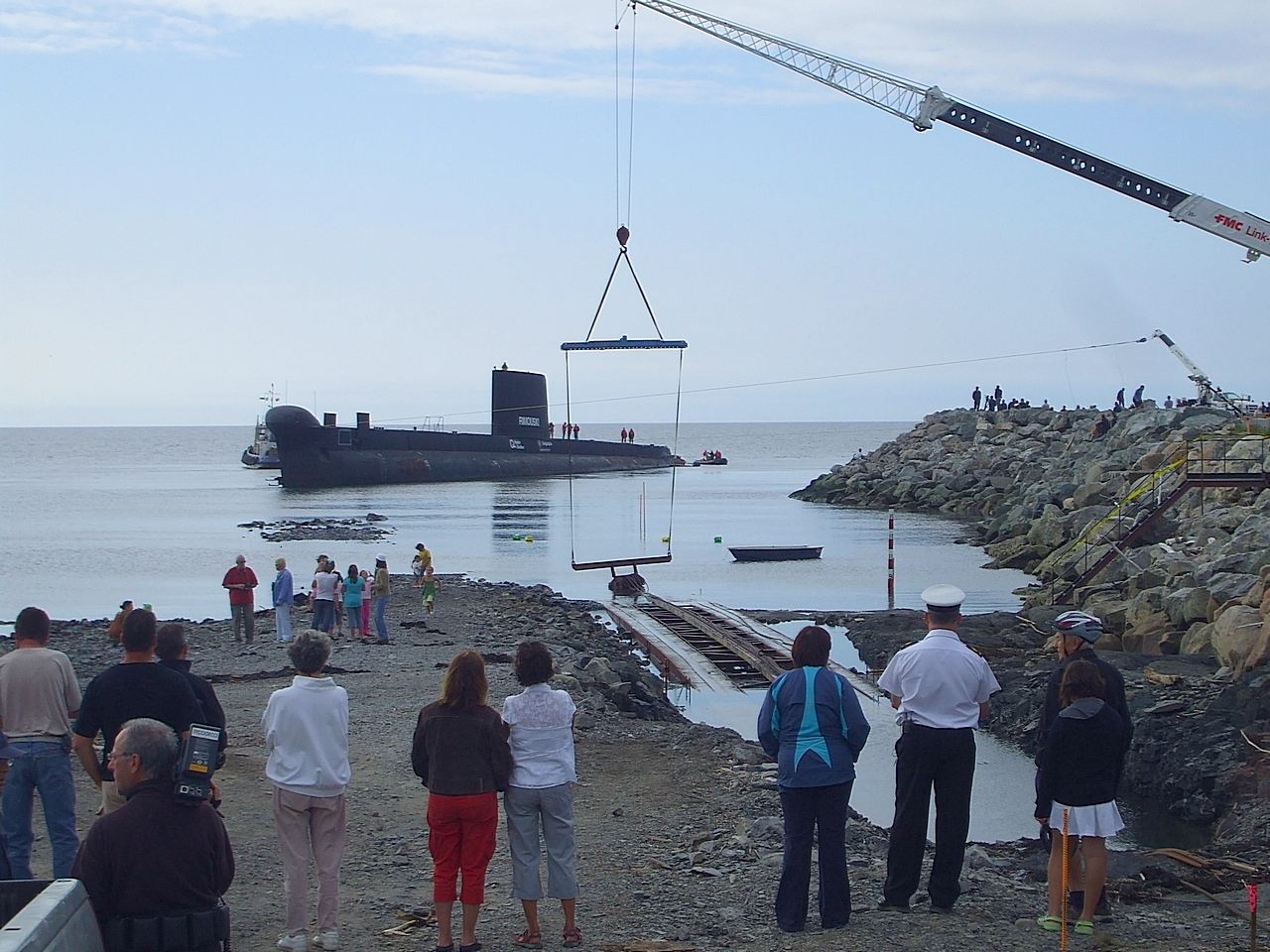
L’Onondaga arrive à Pointe-au-Père.
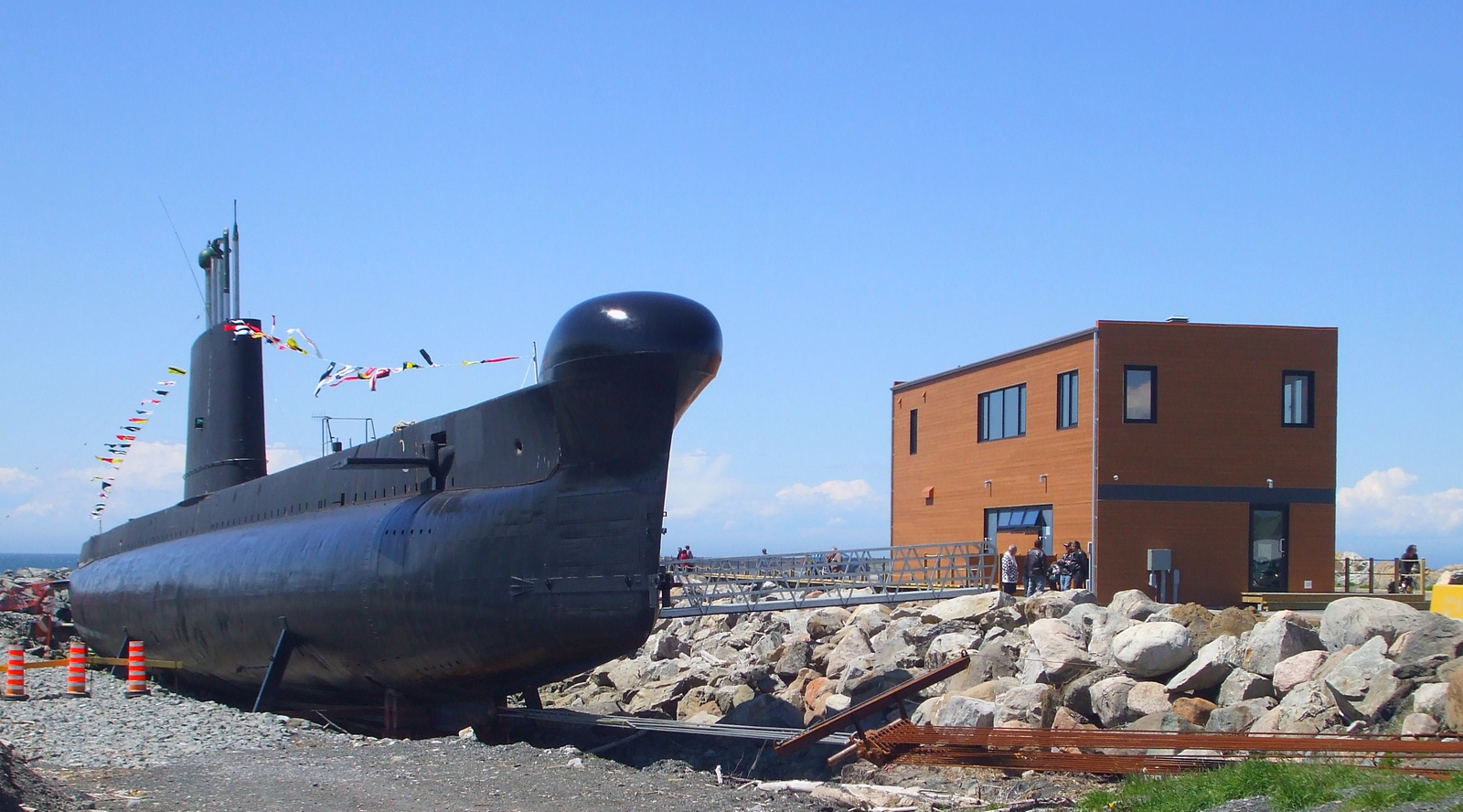
L’Onondaga et le bâtiment d'accueil en 2009.

### L'après Onondaga et le projet du Hangar 14

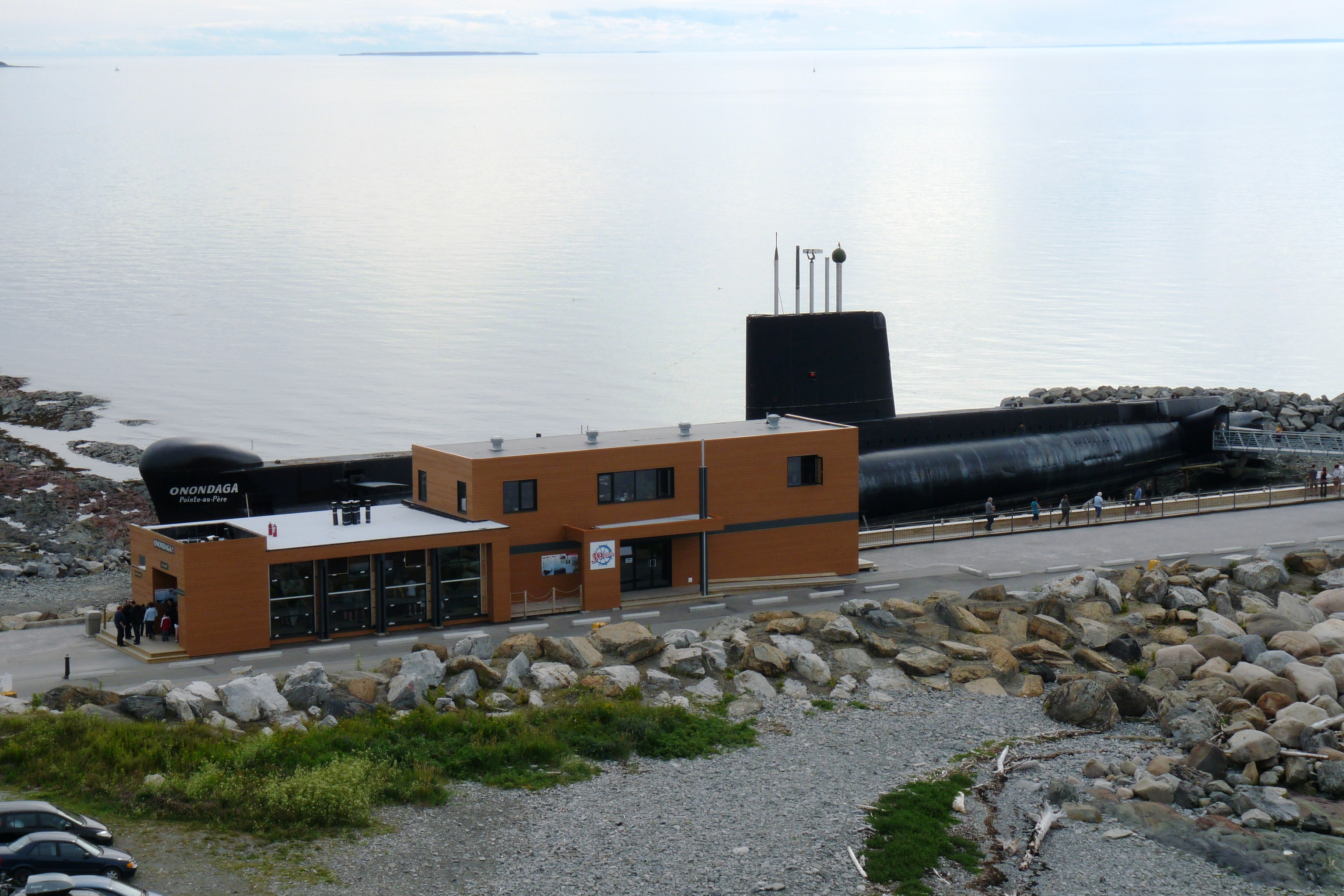
L’Onondaga et le bâtiment d'accueil agrandi en 2010.

Le succès de foule de la première année d'opération du navire-musée ne s'est pas fait sans quelques inconvénients. La salle du pavillon d'accueil était trop petite pour recevoir le flot de visiteurs, qui devaient parfois attendre à l'extérieur jusqu'à deux heures en étant exposés aux vents et aux intempéries. Le musée envisage donc d'agrandir le pavillon d'accueil en y ajoutant deux ailes : l'une au nord et l'autre au sud du bâtiment existant.
Dans un premier temps, la construction de l'aile sud a été effectuée au début de l'été 2010 au coût d'environ 300 000 dollars. Une section de la nouvelle aile abrite une aire d'attente accessible à au moins deux cents personnes et rend possible la présentation d'un documentaire sur l'installation du sous-marin à Pointe-au-Père. La seconde section de l'aile sud est occupée par la boutique du musée. En juillet 2011, le musée inaugure l'aile nord du pavillon d'accueil de l'Onondaga. Construit au coût de 800 000 dollars, l'étage supérieur de l'édifice est occupé par un restaurant alors que le rez-de-chaussée abrite un atelier-entrepôt,.
En 2012, le musée obtient deux nouvelles reconnaissances, l'une pour son concept d'animation d'une nuit à bord du sous-marin qui reçoit la troisième place des Grands prix du tourisme québécois,, et la seconde lorsqu'il devient membre de la « Collection d'expériences distinctives » de la Commission canadienne du tourisme. Toujours en 2012, Parcs Canada, qui fait face à d'importantes restrictions budgétaires, songe à reprendre la gestion du lieu historique national mais une entente de réduction des coûts d'exploitation est conclue avec le SHMP qui continue d'assurer la gestion du site patrimonial.
En décembre 2012, le musée dévoile le concept d'un nouveau projet évalué à 3,6 millions de dollars qui prendrait la forme d'une salle de spectacle et d'exposition, « le Hangar 14 ». L'édifice de trois étages, construit en utilisant des conteneurs maritimes, serait terminé au printemps 2014, à temps pour la célébration du centenaire du naufrage de l’Empress of Ireland. Cependant, en 2013, le musée abandonne le projet initial compte tenu de la difficulté à obtenir le financement nécessaire.
Le musée se rabat sur un concept plus modeste, un bâtiment d'une superficie de 375 mètres carrés dont le coût de construction est estimé à 950 000 dollars qui serait construit au sud de l'actuel Musée Empress of Ireland. Le musée inaugure le nouvel édifice le 20 mai 2014, quelques jours avant le début des activités commémorant le centième anniversaire du naufrage de l’Empress of Ireland. L'intérieur du nouveau pavillon est « une salle multifonctionnelle qui pourra accueillir des expositions et des spectacles ».
Depuis 2014, le Hangar 14 a abrité  une exposition « sur la vie au Québec au début du 20e siècle », un spectacle de marionnettes géantes avant de devenir une salle de services pour les visiteurs à partir de 2022. Il abrite depuis 2023 un café-sandwicherie, "le Café du Hangar".

## Le complexe muséal

### Lieu historique national du Canada du Phare-de-Pointe-au-Père

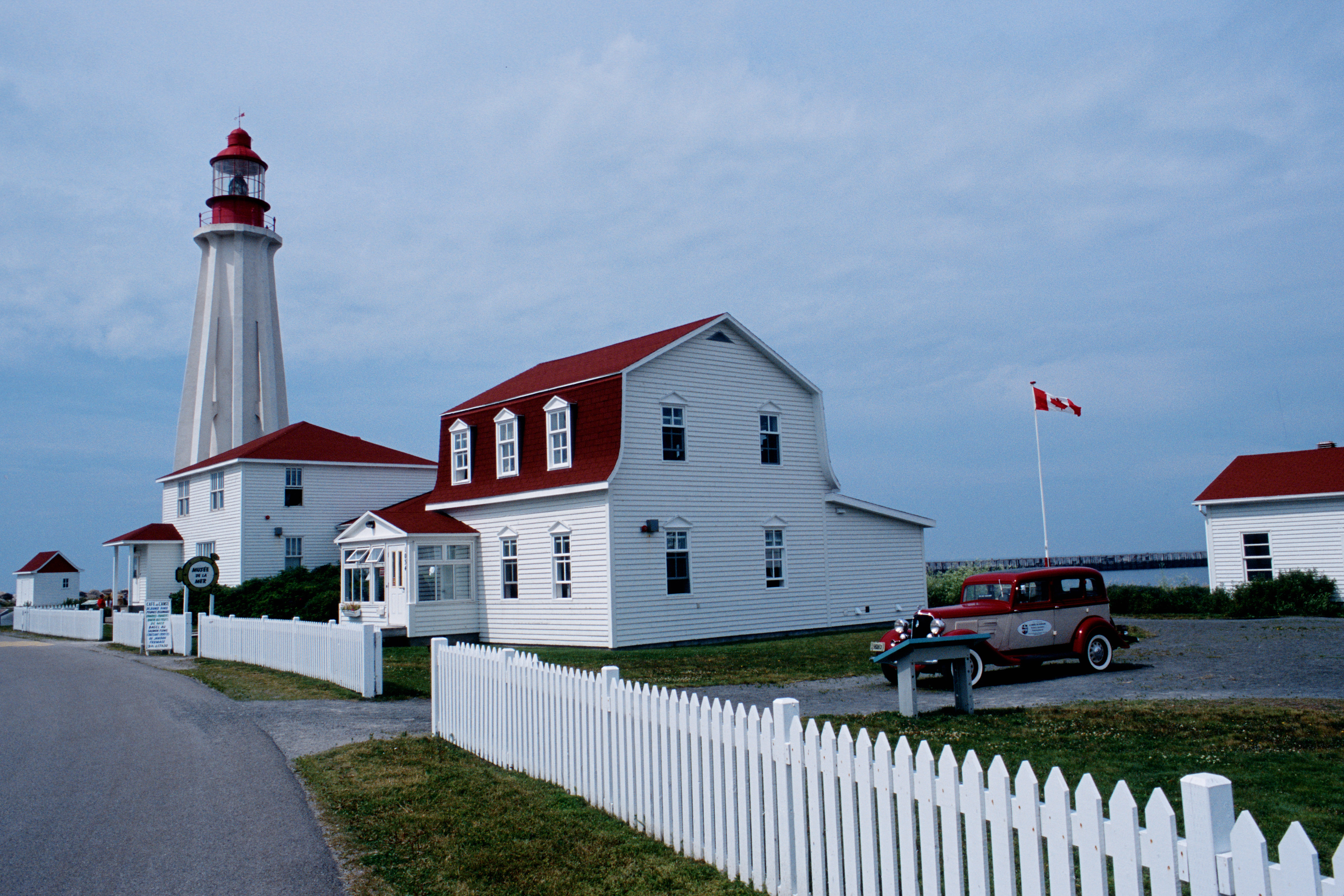
Les bâtiments résidentiels et le phare en arrière-plan.

L'ensemble des bâtiments reliés à l'histoire maritime de Pointe-au-Père a été désigné Lieu historique national du Canada du Phare-de-Pointe-au-Père le 1er juin 1974 par le gouvernement du Canada,. Pendant la première moitié du XXe siècle, Pointe-au-Père a été un important centre d’aide à la navigation pour le maintien de la sécurité des navires sur le fleuve Saint-Laurent. On y retrouvait notamment le centre de services de pilotage où s'effectuait le transfert des pilotes chargés de guider les navires pendant leur trajet sur le Saint-Laurent.
Le principal bâtiment du lieu historique national est le phare, classé « édifice fédéral du patrimoine » en 1990 par le Bureau d'examen des édifices fédéraux du patrimoine,. Le site abrite aussi d'autres bâtiments visés par la reconnaissance officielle et reliés à la période d'opération du phare depuis 1859. Ces édifices possèdent tous un style caractéristique : des toits rouges et des murs blancs. On y retrouve la maison et l'atelier du gardien du phare, le hangar de la corne de brume et la maison de l'ingénieur. La plupart de ces bâtiments sont utilisés par le musée pour présenter des expositions thématiques en lien avec l'histoire du phare, de la station de pilotage ou de l’Empress of Ireland.

#### Le phare de 1909

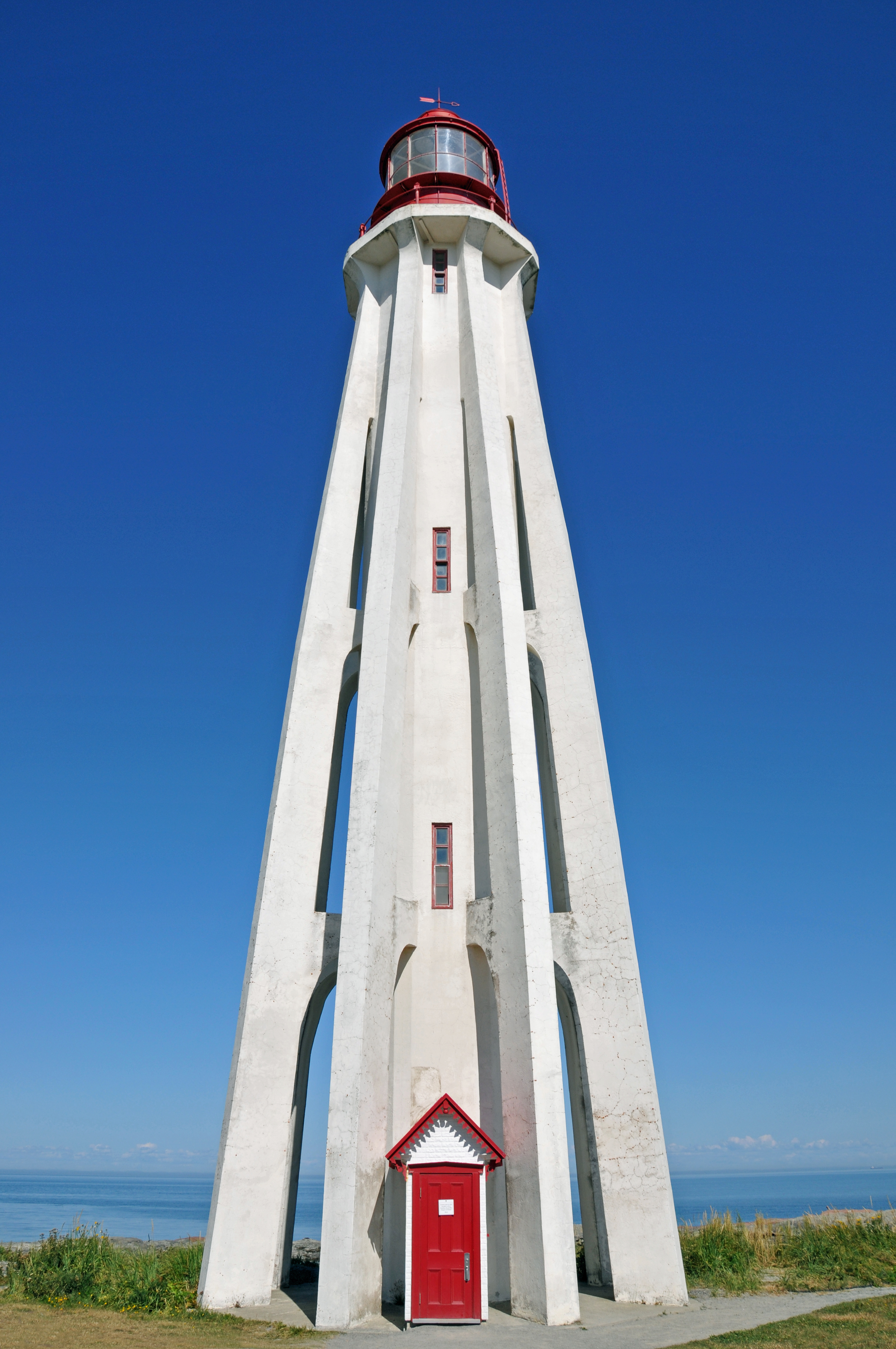
Le phare de 1909.

Ce bâtiment, construit en 1909, est le troisième phare à être érigé sur le site de Pointe-au-Père. D'une hauteur de 33 mètres et construit en béton armé, il est le deuxième phare le plus haut au Canada. Son aspect extérieur est celui d'un long tube cylindrique renforcé par huit contreforts à arc-boutant donnant au phare l'allure d'une tour octogonale. Les visiteurs peuvent gravir les 128 marches du phare pour se retrouver au sommet dans la salle de la lanterne.
Le phare de Pointe-au-Père est l'un des quatorze phares de la côte est du Canada qui a fait l'objet du programme d'amélioration des infrastructures d'aide à la navigation du début du XXe siècle à la suite des pressions des armateurs. Ce programme réalisé par la Commission des phares qui relève du ministère de la Marine et des Pêcheries du Canada est supervisé par William Patrick Anderson,  ingénieur en chef du ministère depuis 1891. Le phare a été construit selon les plans de l'ingénieur français Henri de Miffonis, embauché en 1905 par le ministère. La présence de Miffonis, dont les connaissances en mathématiques et en mécanique sont reconnues, rassure le ministère sur l'utilisation du béton armé comme matériau de construction lors de l'érection des nouveaux phares du début du XXe siècle. 
L'appareil optique installé en 1909 est à la fine pointe de la technologie de l'époque. On y retrouve un feu dioptrique de troisième génération, visible jusqu'à 30 km. Ce feu utilisait autant les principes de la réfraction de la lumière concentrée grâce à des lentilles, que celui de la réflexion de la lumière par l'utilisation de prismes projetant des faisceaux parallèles au rayon principal à partir des rayons lumineux se trouvant autour des lentilles. Pour réduire la friction, cette masse énorme de 1 360 kg de verre et de cuivre baignait dans un bain de mercure.
Le mouvement du feu s'effectuait selon le principe du mécanisme d'une horloge à pendule entraîné par un poids de 270 kg qui devait être remonté toutes les six heures à l'aide d'une manivelle. Le feu prenait 15 secondes pour effectuer une révolution complète. Le système d'éclairage était alimenté par un système de vapeur de pétrole, le gaz d'acétylène expérimenté sur place depuis 1902 étant considéré comme trop coûteux. En 1940, ce système d'alimentation est remplacé par des lampes à incandescence munies d'un filament de tungstène, et en 1960 par des lampes à vapeur de mercure.
À partir de 1960, le ministère du Transport tente d'automatiser autant que possible les opérations d'aide à la navigation et, en 1975, le troisième phare est remplacé par un quatrième phare entièrement automatisé se trouvant au sommet d'une tour à claire-voie située un peu à l'est des bâtiments du lieu historique national.
Des travaux majeurs de réfection ont été effectués en 1980 pour solidifier la structure de béton parcourue par des fissures verticales problématiques pour la survie du bâtiment à long terme. La solution retenue pour réparer le phare a consisté à l'envelopper dans un corset composé d'un treillis métallique enveloppé dans une nouvelle couche de béton protectrice recouvrant la surface entière de l'édifice. Le 20 septembre 1990, il est classé édifice fédéral du patrimoine par le Bureau d'examen des édifices fédéraux du patrimoine (BEÉFP).

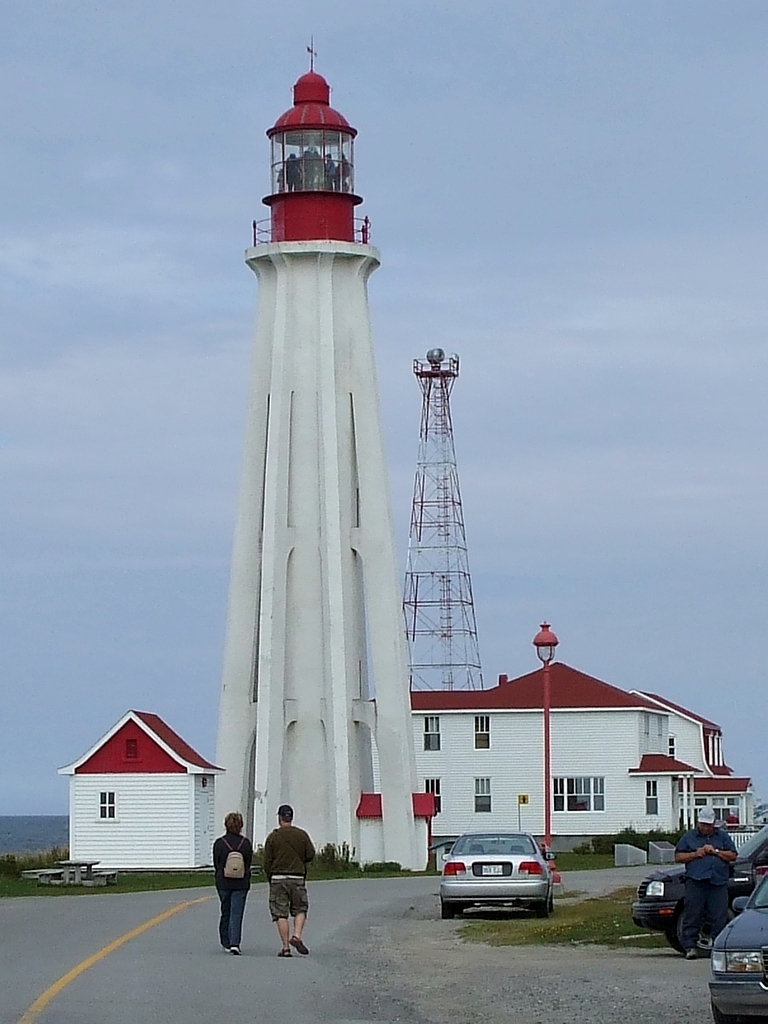
La maison du gardien derrière le phare.
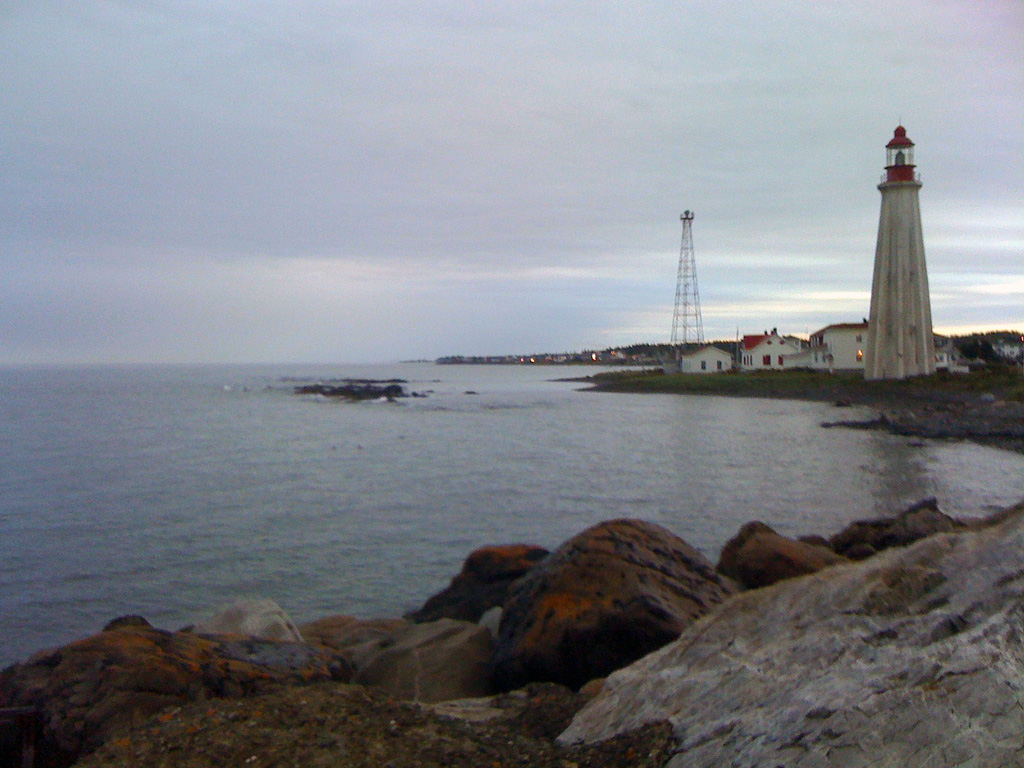
Le troisième phare de Pointe-au-Père et en arrière-plan la tour à claire-voie automatisée.
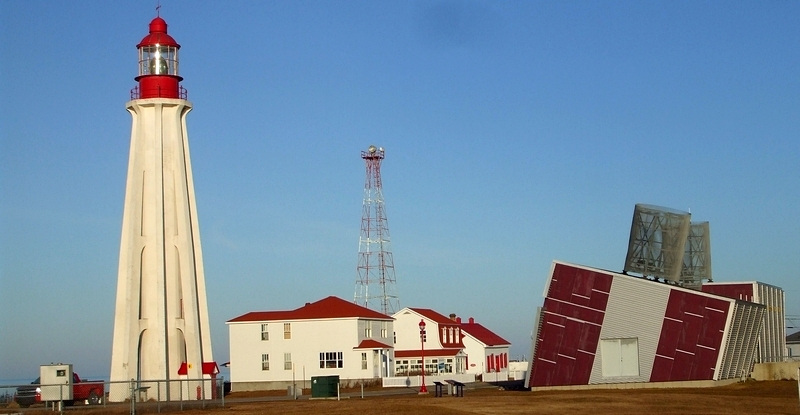
Les bâtiments du Lieu historique national et le Musée Empress of Ireland.

#### Le hangar de la corne de brume

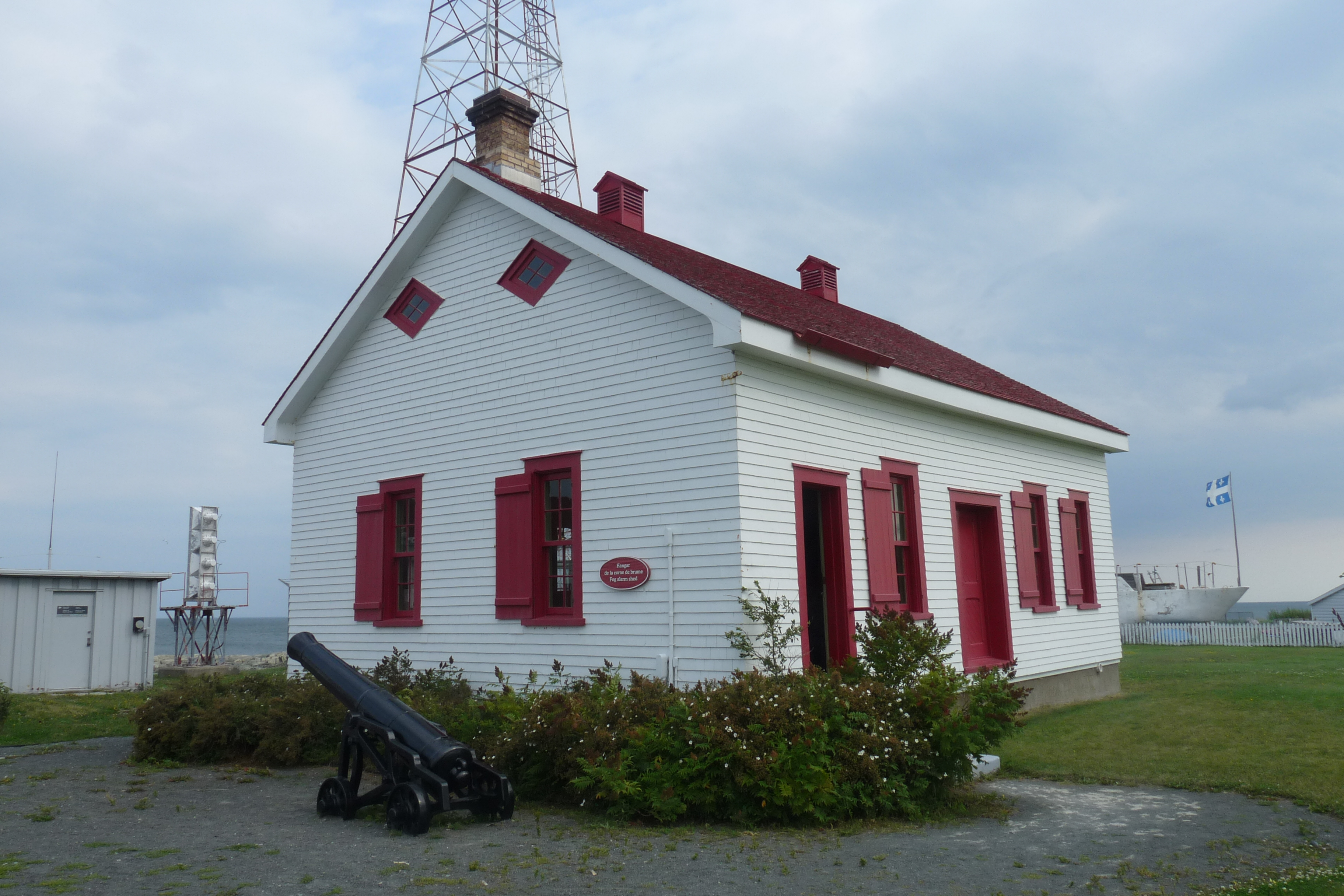
Le hangar de la corne de brume.

Le hangar de la corne de brume datant de 1903 est le plus vieux bâtiment construit sur le site à nous être parvenu. Le 20 septembre 1990, le Bureau d'examen des édifices fédéraux du patrimoine a désigné le bâtiment de la corne de brume au titre d'édifice fédéral du patrimoine « reconnu ».
Une dalle de béton servait de plancher à l'édifice et, en plus d'un réservoir d'eau, le bâtiment servait pour l'entreposage des objets et instruments permettant de faire fonctionner la corne de brume. Aujourd'hui, le hangar permet au musée de présenter les différentes méthodes de signalisation sonores qui furent utilisées à Pointe-au-Père pour suppléer aux signaux lumineux émis par le phare lorsque les conditions atmosphériques étaient défavorables.
À ses débuts, la station était dotée d'un canon que le gardien du phare chargeait de poudre afin de produire une détonation toutes les demi-heures. Un système de bombes explosives fut utilisé entre 1894 et 1903 pour émettre une détonation toutes les 20 minutes,. En 1903, on y installe une sirène d'Écosse, invention britannique de la fin du XXe siècle,. Le signal sonore était émis par un cornet extérieur monté sur un système de rails en demi-cercle ; ce qui rendait possible l'orientation du signal en fonction de la direction des vents,. En 1904, la sirène était remplacée par un diaphone, appareil utilisant un piston alternatif actionné par un jet d'air comprimé produit par un moteur à essence,. Le signal sonore continu émis par le diaphone durait trois secondes suivies d'un court silence, puis d'un autre signal sonore de trois secondes. Ce cycle se répétait toutes les minutes. Le cornet fut installé à différents endroits sur le site dans le but d'améliorer la portée du signal,.

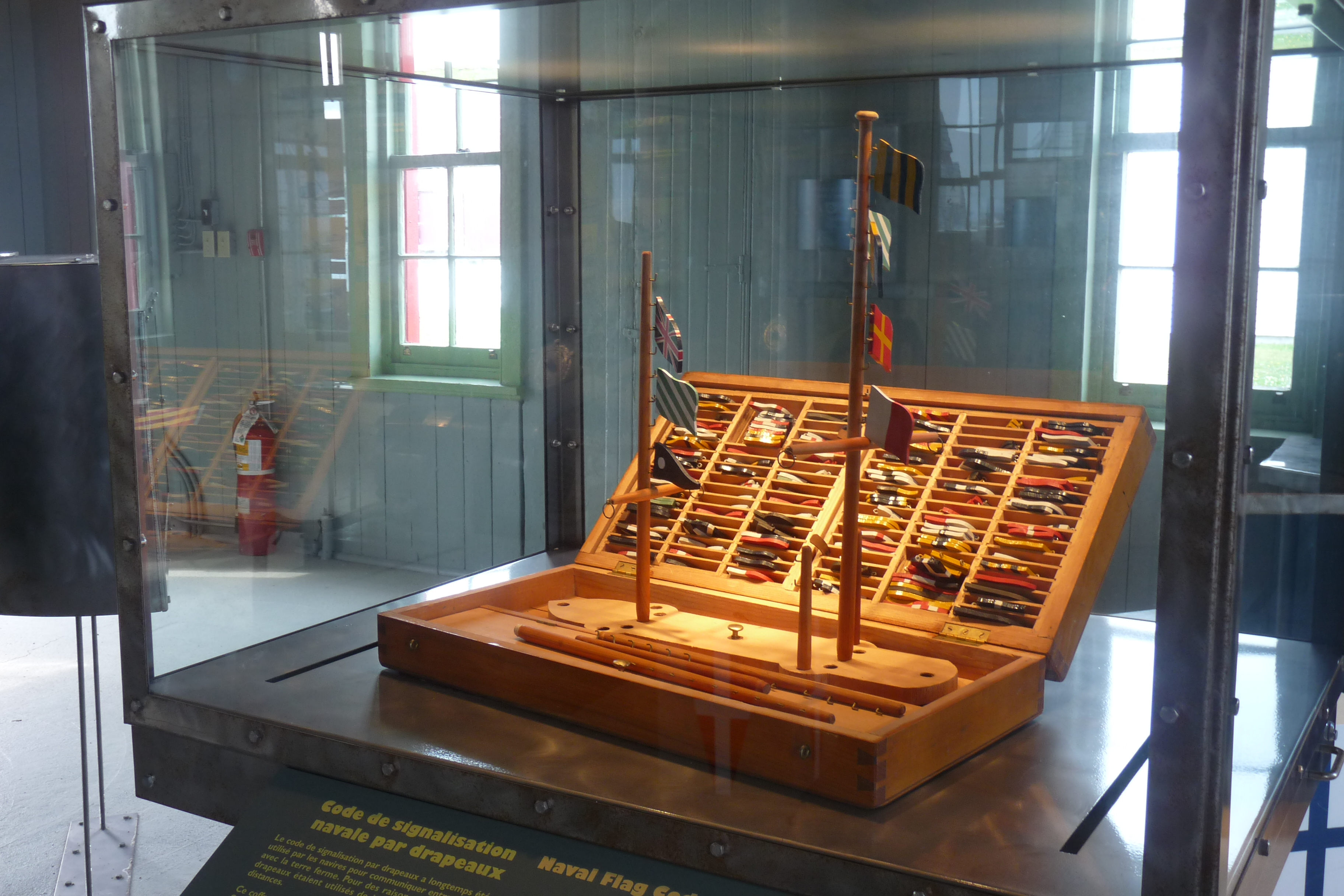
Présentation des drapeaux de signalisation maritime.
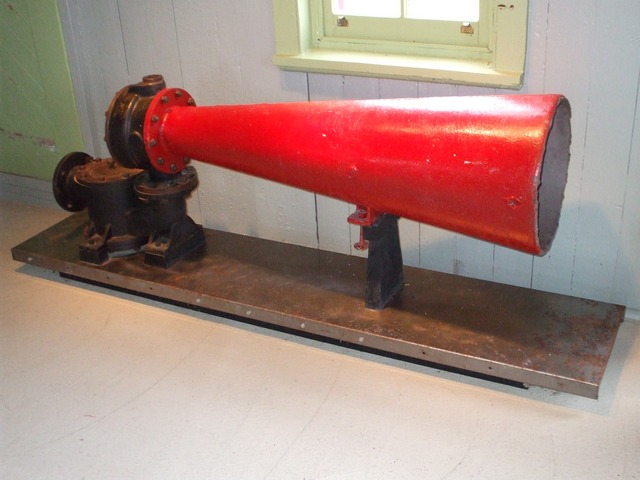
Un modèle de corne de brume utilisé à Pointe-au-Père.
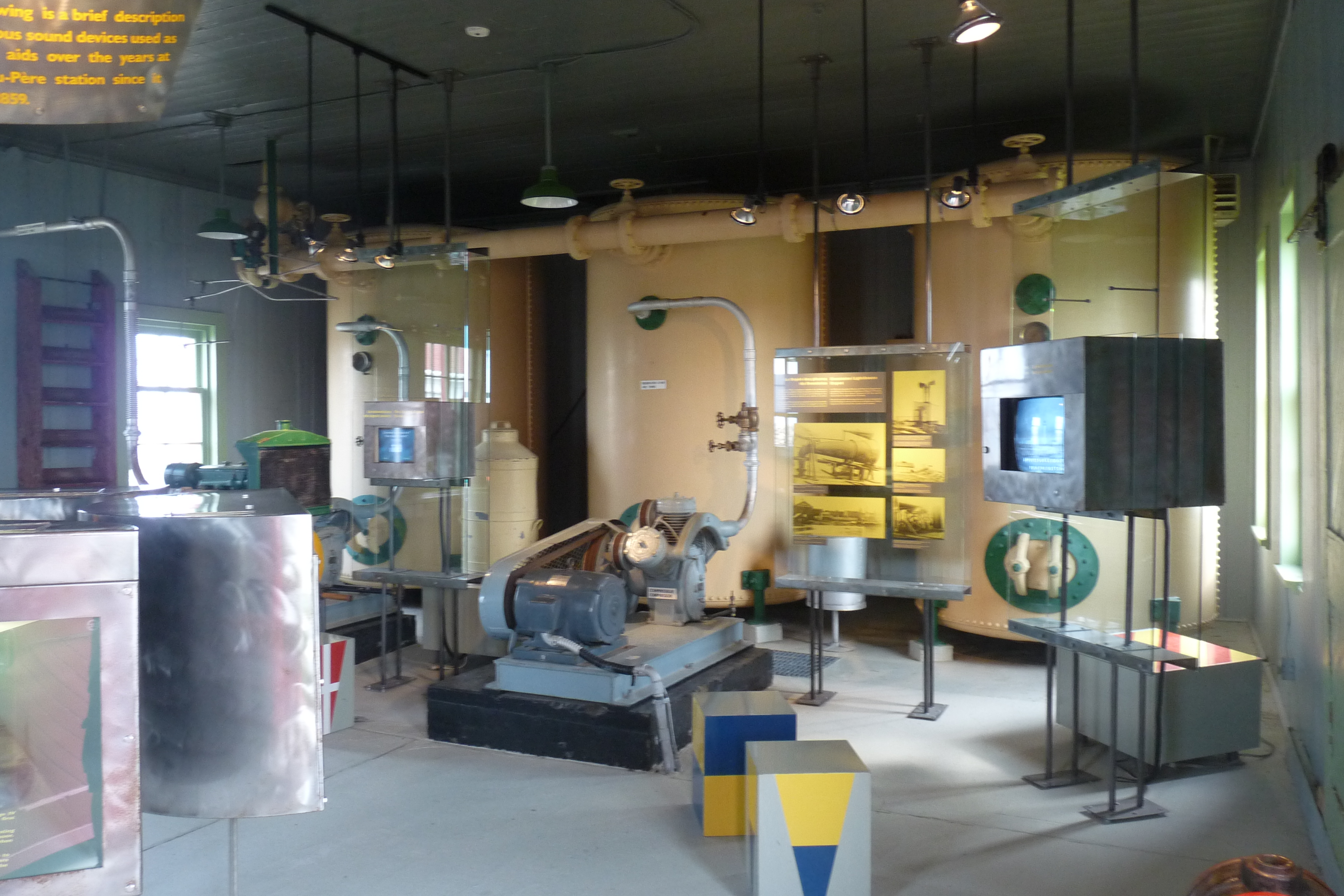
Les instruments de  communication sonore à Pointe-au-Père.

#### La maison du gardien du phare
La maison du gardien du phare a été construite en 1956 ; il s'agit de l'une des dernières constructions à être érigées sur le site. Le dernier gardien du phare y est demeuré de 1956 jusqu'en 1988. Avant la construction de cette maison, le gardien a d'abord habité le second phare de Pointe-au-Père à partir de 1867,, avant d'emménager dans la maison de l'assistant gardien, aussi connue sous le nom de maison de l'ingénieur des signaux de brume, en 1920,.

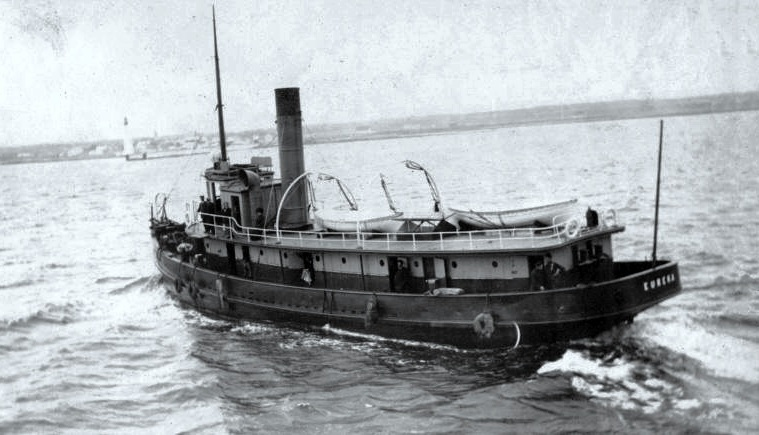
Le bateau-pilote Eurêka en 1909.

Le rez-de-chaussée de la maison du gardien du phare est divisé en deux sections. Dans la première, on peut se familiariser avec l'histoire des grandes entreprises de navigation qui opéraient sur le Saint-Laurent à la fin du XIXe siècle et au début du XXe siècle, particulièrement la Allan Line et la Canadian Pacific Steamship Company. Dans la deuxième section, on présente une exposition sur le thème de la difficulté de naviguer sur le fleuve Saint-Laurent et sur l'importance du travail des pilotes du Saint-Laurent. L'exposition rappelle la présence des pilotes à Pointe-au-Père dès le début du XIXe siècle, présence renforcée à la suite de l'installation des pilotes affectés aux services des grandes compagnies maritimes en 1860. Le site prend encore plus d'importance à la suite du transfert officiel de la station de pilotage du Bic vers la nouvelle station de pilotage de Pointe-au-Père en 1905. La station de pilotage demeure en opération à Pointe-au-Père jusqu'en 1959, lorsqu'elle est transférée aux Escoumins.
À l'étage, on présente une exposition sur la passion des plongeurs qui ont redécouvert l'épave de l’Empress of Ireland en 1964,. On peut aussi y voir différents équipements de scaphandriers en usage depuis le début du XXe siècle et en apprendre plus sur les expéditions de recherche des plongeurs ainsi que sur les artéfacts qu'ils ont ramenés à terre et dont plusieurs font maintenant partie de la collection du musée.

### Le Musée Empress of Ireland

#### Histoire de l’Empress of Ireland

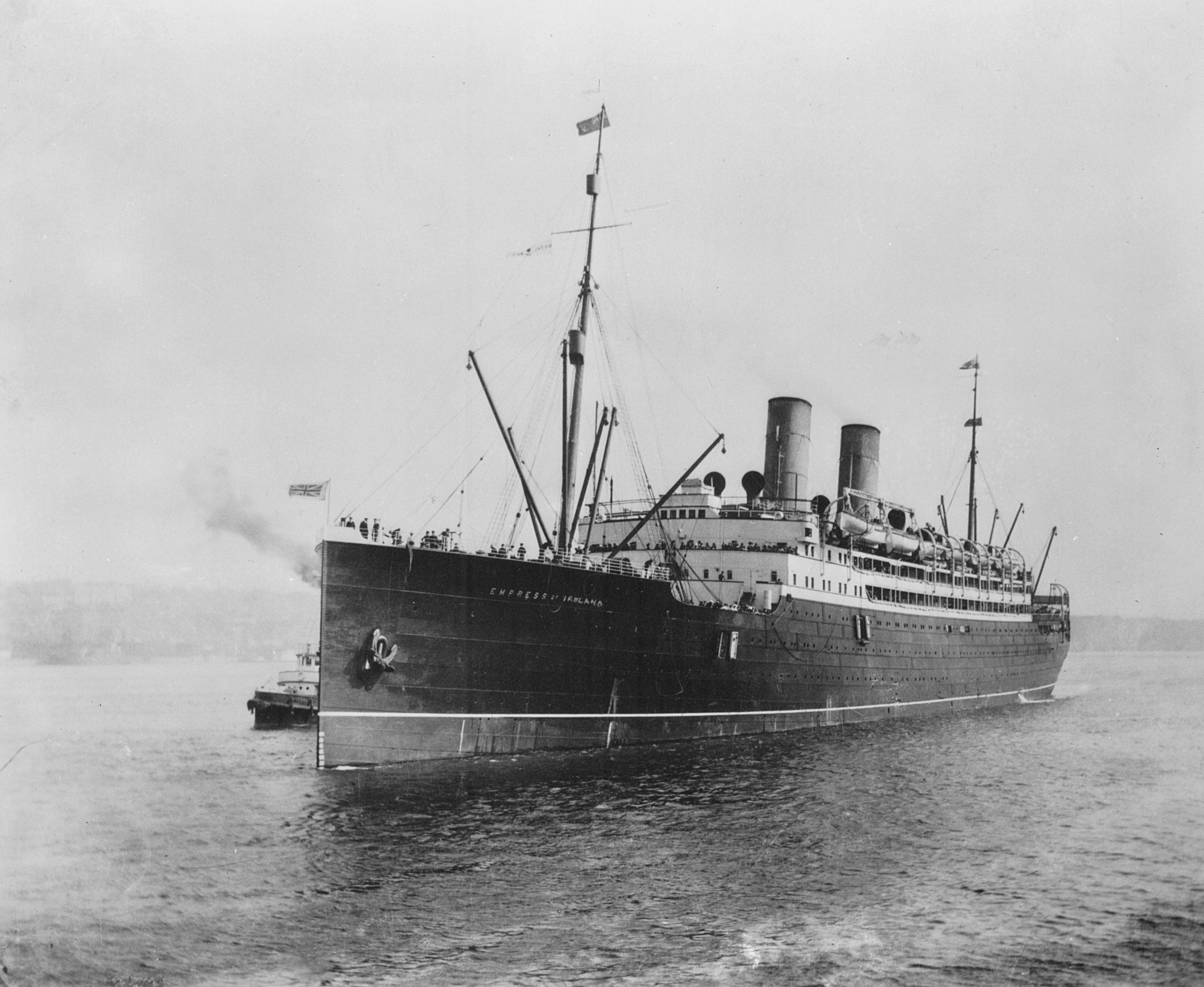
L’Empress of Ireland en mer en 1908.

Au début du XXe siècle, l'histoire canadienne est marquée par une vague d'immigration massive, les nouveaux arrivants provenant principalement d'Europe. Afin d'être présente dans le marché de la navigation transatlantique et de faire concurrence aux entreprises de transport de passagers entre l'Europe et l'Amérique, la Canadian Pacific Steamship Company achète le groupe Beaver Line en 1903. Puis en 1904, elle décide d'attaquer la compétition de front en commandant deux paquebots destinés à desservir les liaisons maritimes de l'entreprise entre le Canada et le Royaume-Uni. L’Empress of Ireland, l'un de ces deux paquebots transatlantiques, a été construit en 1904-1905 dans les chantiers navals de la Fairfield Shipbuilding and Engineering Company de Glasgow en Écosse.
Le transatlantique assure la liaison régulière entre Québec et Liverpool en Angleterre à partir de l'été 1906. À l'époque, l’Empress of Ireland et son jumeau, l’Empress of Britain, sont les navires les plus grands, les plus confortables et les plus rapides des routes de navigation maritime entre l'Europe et le Canada. Une partie du confort des passagers était liée au fait que deux des six jours du trajet s'effectuaient dans les eaux relativement calmes du golfe et du fleuve Saint-Laurent. Le 28 mai 1914, l’Empress of Ireland quitte le port de Québec en direction de Liverpool commandé par le capitaine Henry Kendall. Le 29 mai vers, 1 h 55 du matin, il est abordé au large de Sainte-Luce par le Storstad et coule en 14 minutes. Son naufrage fait 1 012 victimes parmi les 1 477 personnes embarquées. Cette catastrophe fait partie des grandes catastrophes maritimes du début du XXe siècle, et il s'agit de la plus grande tragédie maritime de l’histoire du Canada.
Le navire gît à 42 mètres de profondeur. Depuis la redécouverte de l'épave en 1964, des milliers d'artéfacts y ont été prélevés, souvent de façon incontrôlée. En 1998, la menace d'un projet d'exploitation commerciale qui aurait détruit une partie de ce bien culturel amène la population à faire pression auprès du ministère de la Culture et des Communications du Québec pour protéger l'épave. Le ministère répond favorablement à la demande et classe l’épave en tant que bien historique et archéologique le 15 avril 1999. Elle est aussi protégée par une loi fédérale, la Loi sur la marine marchande du Canada (partie VI, article 436). Le classement et la loi fédérale font en sorte d'interdire toute intervention ou prélèvement sur le navire. Toujours au niveau fédéral, l'épave est reconnue comme lieu historique national le 20 avril 2009.

#### La visite du musée

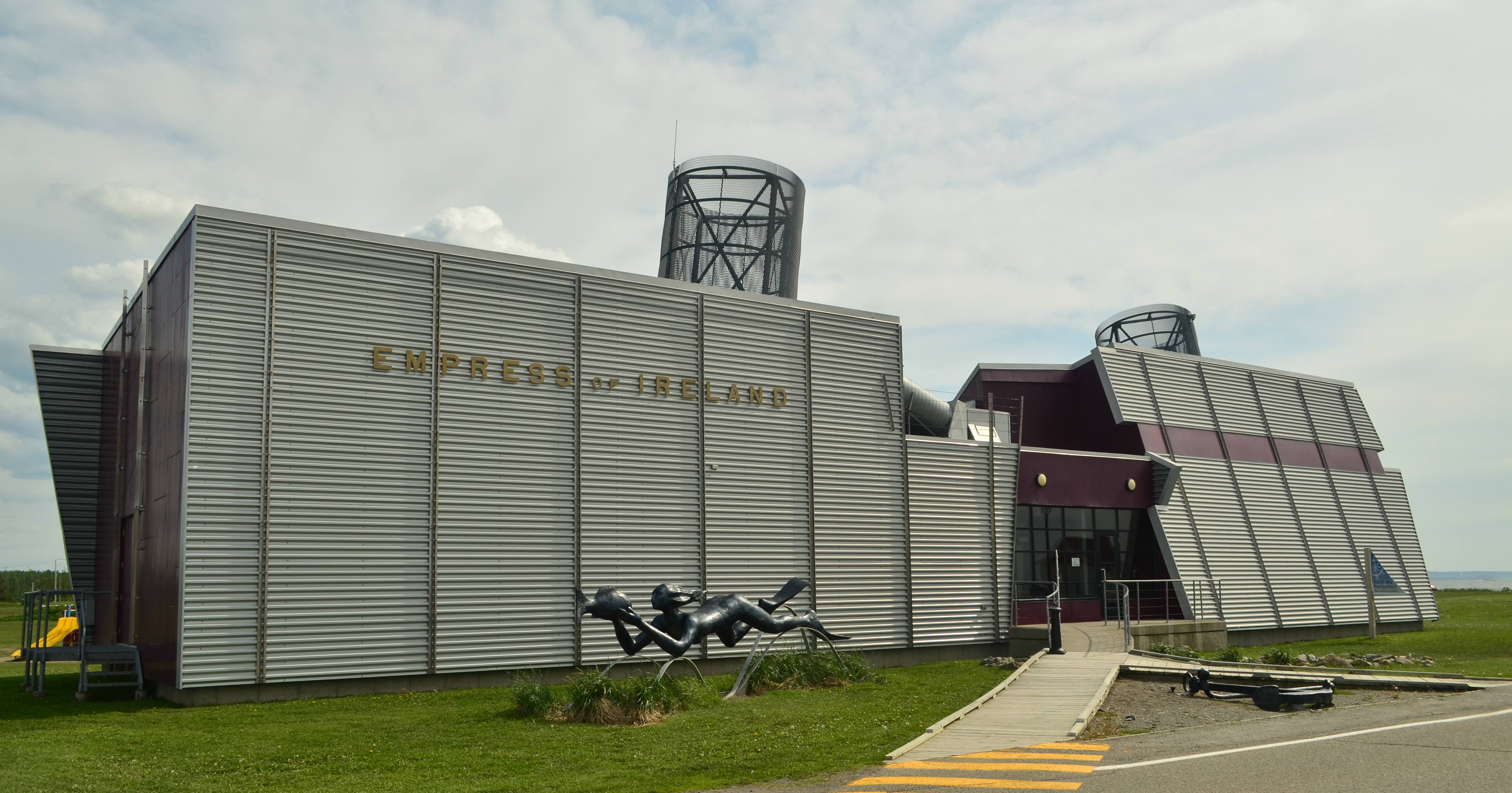
Le Musée Empress of Ireland.

Le Musée Empress of Ireland est avant tout un lieu dédié à la mémoire des victimes du naufrage, un drame que l'on a surnommé la « tragédie oubliée », car le déclenchement de la Première Guerre mondiale au cours de l'été 1914 écarte vite cette catastrophe maritime de l'actualité. Le bâtiment est divisé en trois sections et son concept architectural se veut un rappel symbolique du naufrage du transatlantique. Les sections principales situées aux extrémités du bâtiment sont séparées l'une de l'autre, symbolisant le navire brisé en deux sous l'impact de la collision avec le Storstad. Les deux sections principales sont surmontées par une cheminée rappelant celles du navire. Le mur arrière de l'une des sections est légèrement incliné pour simuler le début de gîte du transatlantique et elle semble s'enfoncer dans le sol pour en rappeler le naufrage. La section centrale du Musée sert de salle d'accueil et de billetterie.

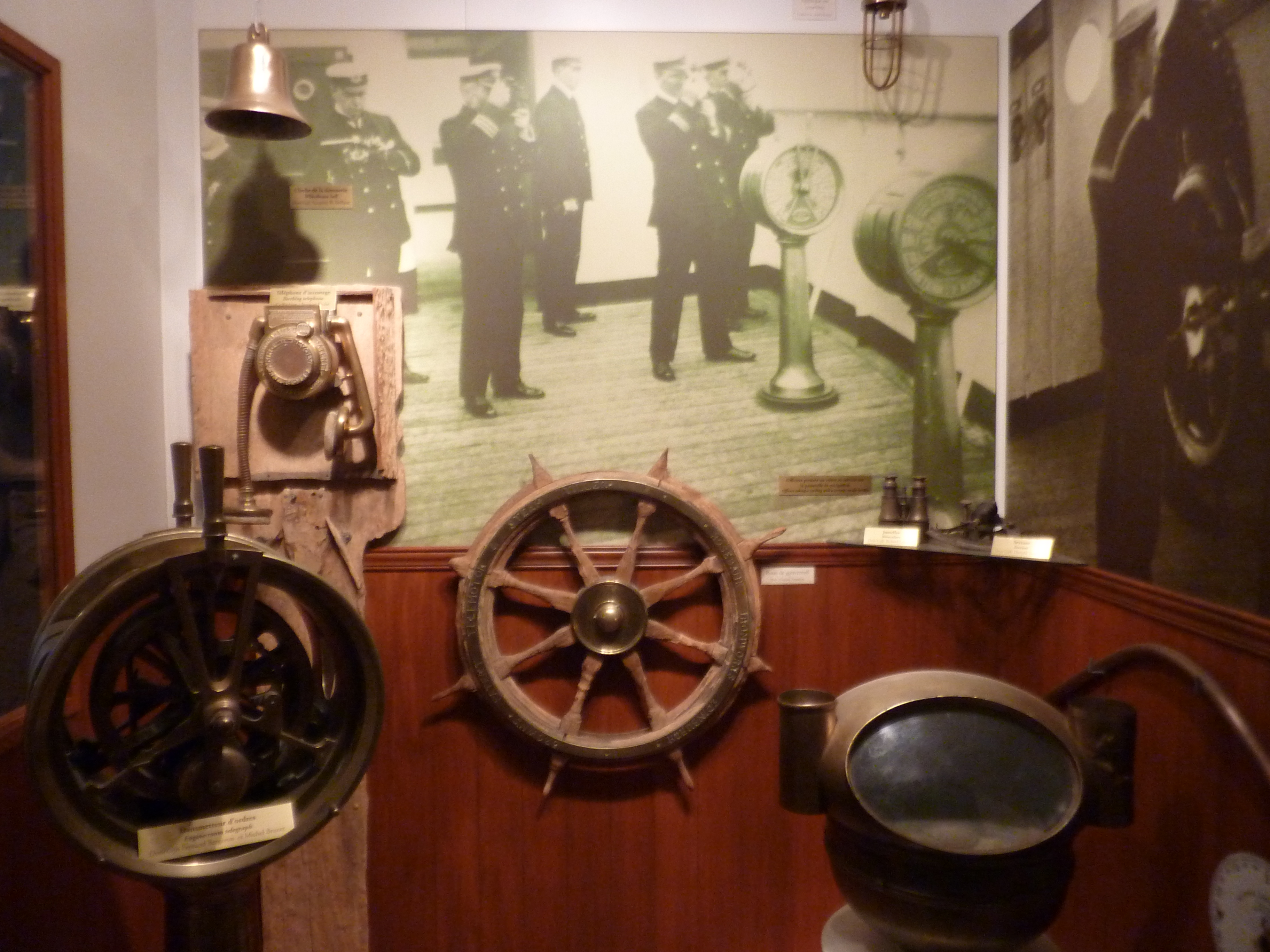
Artefacts de l'Empress of Ireland présentés dans l'exposition permanente.

La section nord du bâtiment abrite l'exposition permanente : Les trésors de l'Empress of Ireland (2000-2016), L'Histoire continue (depuis 2017). On peut y voir une partie de la collection d'objets appartenant au musée et provenant de l'épave de l’Empress of Ireland, l'une des plus importantes collections d'artéfacts provenant de ce navire. On peut aussi y voir la maquette du transatlantique représentant le navire à sa sortie des chantiers de construction en 1906 ; mesurant plus de quatre mètres, elle « trône dans le musée Empress of Ireland » où elle est l'une des « pièces maîtresses de l'exposition ». 
La section sud abrite une salle de projection trois dimensions où l'on présente le film S.O.S Empress of Ireland, puis Le dernier voyage (depuis 2011).Ce film raconte les derniers moments du transatlantique, le déroulement de la soirée, le réveil brutal des passagers après la collision, la course vers les canots de sauvetage et la fin tragique des passagers qui ne purent être rescapés. En 2009, le film d'une durée de 20 minutes a été complètement remastérisé en haute définition, l'écran a été agrandi et les appareils de projection modernisés grâce à une aide financière de 140 000 dollars du gouvernement du Québec.

### Le sous-marin musée NCSMOnondaga

#### Histoire et caractéristiques

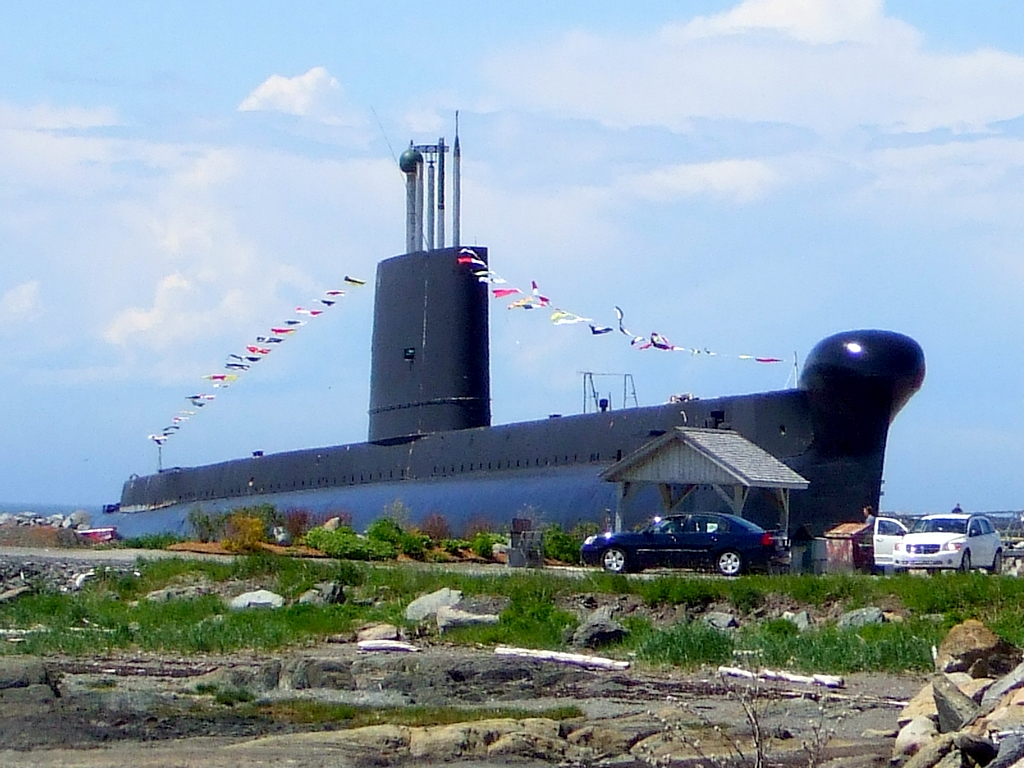
L’Onondaga, quelques jours avant le début de l'exposition en juin 2009.

Le NCSM Onondaga (S73) était un sous-marin de guerre qui a fait partie de la flotte des Forces canadiennes entre 1967 et 2000. Son nom rappelle le peuple amérindien des Onondagas. C'est le contexte de la Guerre froide qui amène le Canada à se doter d'une flotte permanente de sous-marins pour défendre les côtes canadiennes contre les incursions soviétiques,. La marine royale canadienne fait alors l'acquisition, en 1963, de trois sous-marins conventionnels britanniques de la classe Oberon qui ont la réputation d’être les sous-marins non-nucléaires les plus fiables et les plus silencieux alors en service,.
Le NCSM Onondaga est construit en 1964-1965 dans les chantiers navals de la Chatham Dockyard de Chatham au Royaume-Uni. Il est lancé en septembre 1965 et après une assez longue période d’essai, il entre en service le 22 juin 1967. La carrière militaire du sous-marin s'est déroulée presque exclusivement en Atlantique où il est affecté à la flotte de l’Atlantique dont le port d'attache est Halifax en Nouvelle-Écosse et sous l’autorité des Forces maritimes de l'Atlantique (FMAR[A]),.
Pendant sa carrière, le sous-marin a participé à de nombreuses opérations sous l'égide de l'OTAN. Il a fait l’objet de travaux annuels d’entretien et a subi trois programmes majeurs de modernisation appelés refontes visant à améliorer son appareillage électronique et son armement. À la suite de l’acquisition par le Canada des sous-marins de la classe Victoria en 1998, il est retiré du service en juillet 2000, à la suite d'une carrière militaire qui a duré 33 ans.
Les dimensions du sous-marin sont de 90 mètres de longueur, de 8 mètres de diamètre et son poids est de 1 400 tonnes. Sa propulsion était assurée par deux moteurs diesel-électriques. Il pouvait plonger à 170 mètres à une vitesse de 32,4 km/h et naviguer en surface à 22 km/h. Son armement était composé de quatorze torpilles de 21 pouces de diamètre de type Mark 48. L'équipage du sous-marin se composait de six officiers et de soixante-deux membres d'équipage.

#### La visite du sous-marin

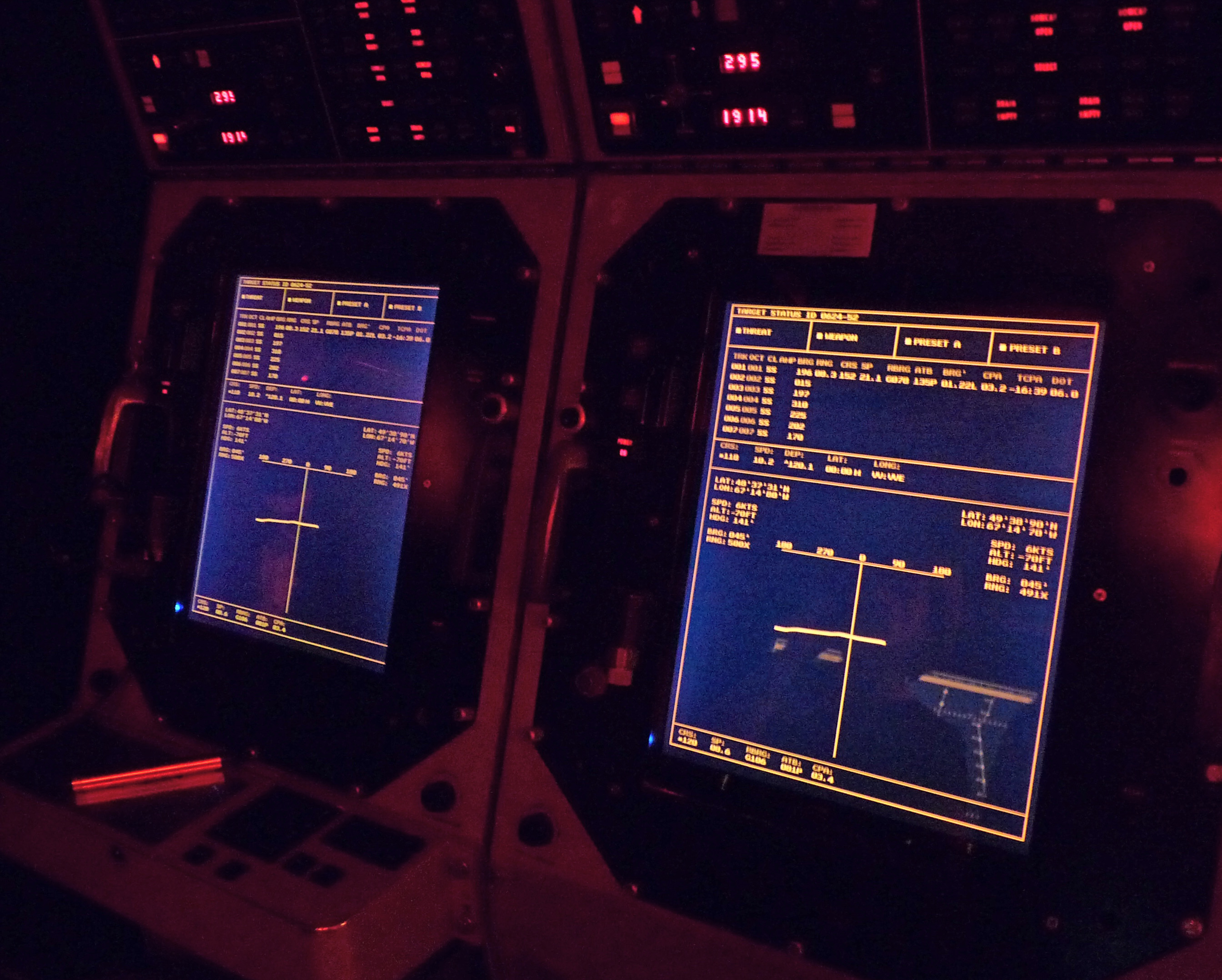
Écrans de contrôle de lOnondaga.

Les visiteurs sont d'abord reçus dans le nouveau pavillon d'accueil de l’Onondaga. Pendant la période d'attente, avant de monter à bord, ils peuvent visionner l'épisode de la série documentaire Ça bouge en grand !, version française de la série télévisée américaine Monster Moves, qui raconte les péripéties du déménagement du sous-marin depuis son départ d'Halifax durant l'été 2008 jusqu'à l'opération de halage vers son emplacement final près de la jetée de Pointe-au-Père terminée le 30 novembre 2008.
La visite permet de découvrir l'intérieur du sous-marin Onondaga. On peut alors se faire une meilleure idée du quotidien d'un équipage de 70 marins devant vivre dans l'espace restreint d'un sous-marin de guerre,. Les visiteurs se voient alors plongés dans l'ambiance des années 1970 et de la Guerre froide.

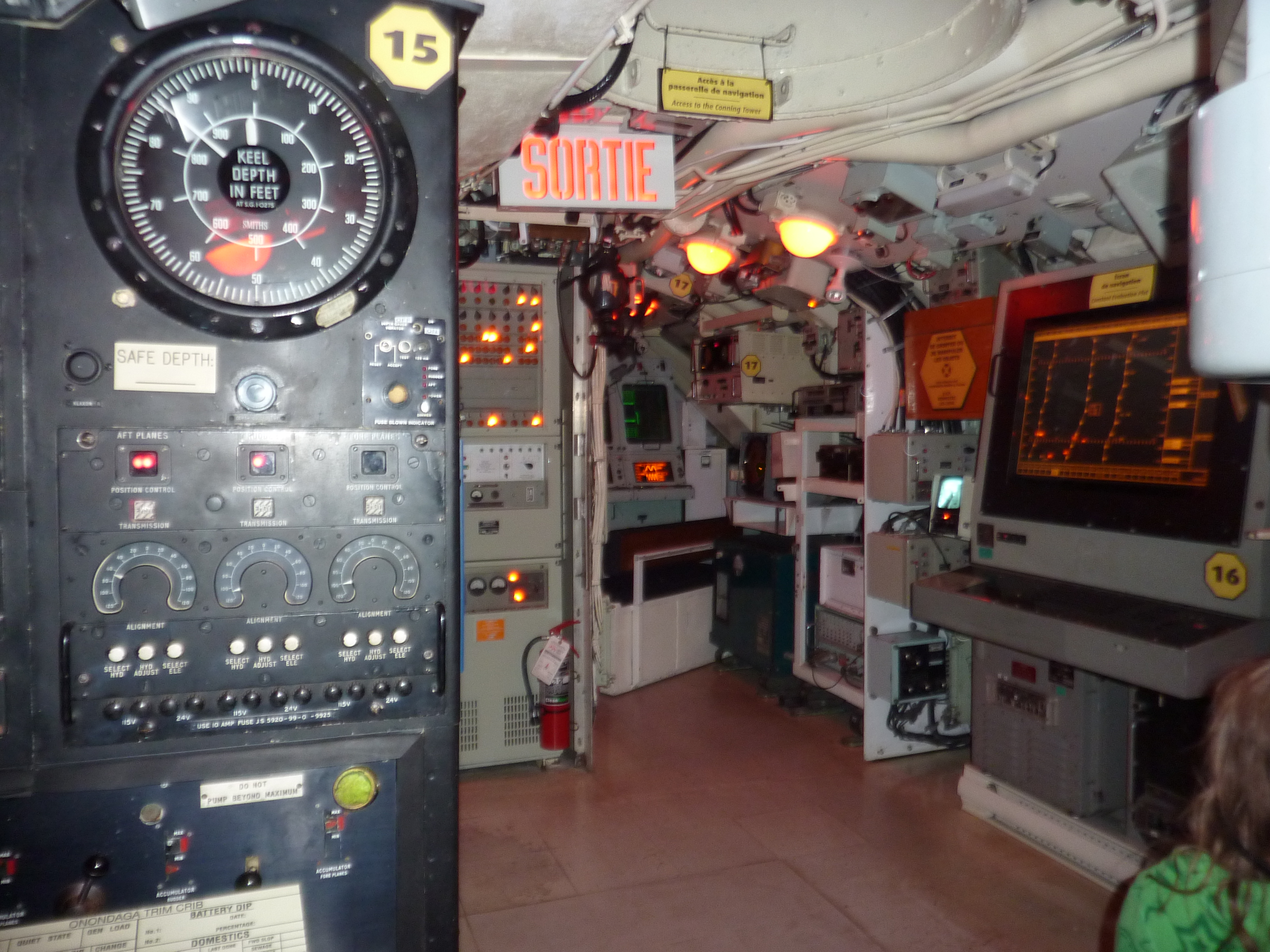
La salle de contrôle de l’Onondaga.

Après avoir pris possession de l'audioguide, essentiel à la visite du sous-marin, les visiteurs se dirigent vers le compartiment arrière du submersible via une passerelle. La visite s'effectue obligatoirement de l'arrière vers l'avant du sous-marin pour tenir compte de l'espace exigu de circulation à l'intérieur. Tout au long du parcours, des pistes sonores font découvrir le fonctionnement du sous-marin : de la salle des machines avec ses moteurs diesels et électriques aux équipements de la salle de contrôle (sonar, périscopes et appareils de communications) pour se rendre ensuite au quartier de l'équipage et finalement dans la salle des torpilles située à l'avant du sous-marin où se termine la visite.
Le musée offre aussi la possibilité de vivre l'expérience d'une nuit à bord de l'Onondaga ; le visiteur se retrouve alors dans la peau d'un sous-marinier pour un soir. L'activité est dirigée par un animateur qui apprend à chacun les rudiments des opérations nécessaires au fonctionnement d'un submersible. Le visiteur apprend alors à connaître plus à fond les différentes composantes d'un sous-marin et de la vie à son bord : orientation dans la pénombre, notion de sécurité (respiration et filtration de l’air et évacuation du sous-marin), les systèmes de propulsion, la navigation et le poste de commandement, le chargement des torpilles ainsi que ce qui a trait à l'alimentation de l'équipage. Le visiteur termine la nuit en prenant possession de l'une des couchettes se trouvant dans les quartiers de l'équipage : la cabine du capitaine, le carré des officiers, le carré des maîtres, le local médical ou le carré des matelots.

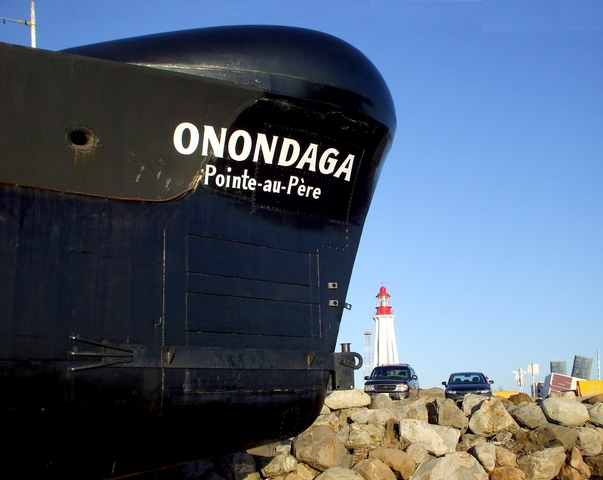
L'étrave de l'Onondaga et le phare de 1909 en arrière-plan.
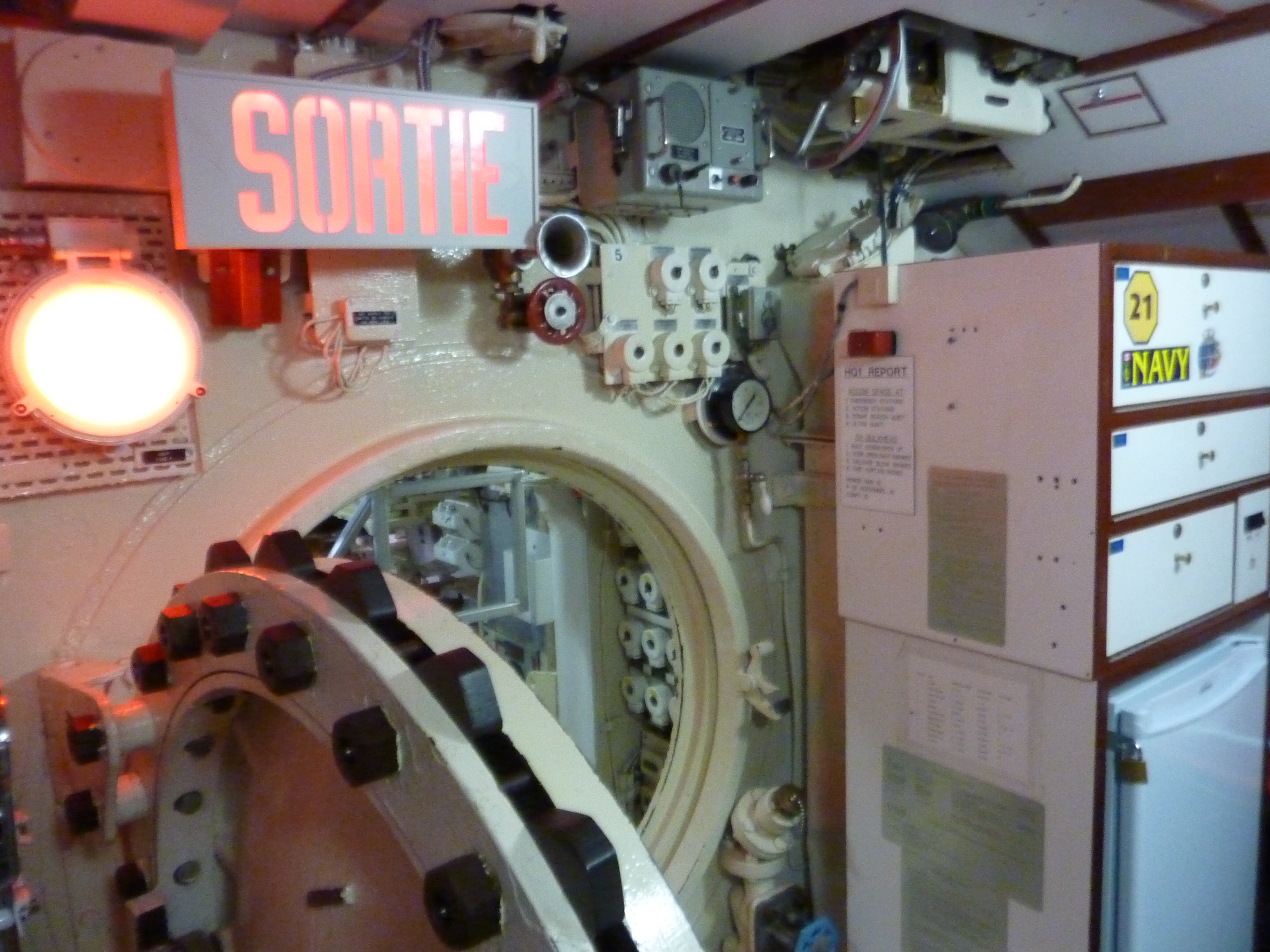
Écoutille entre deux sections du NCSM Onondaga.
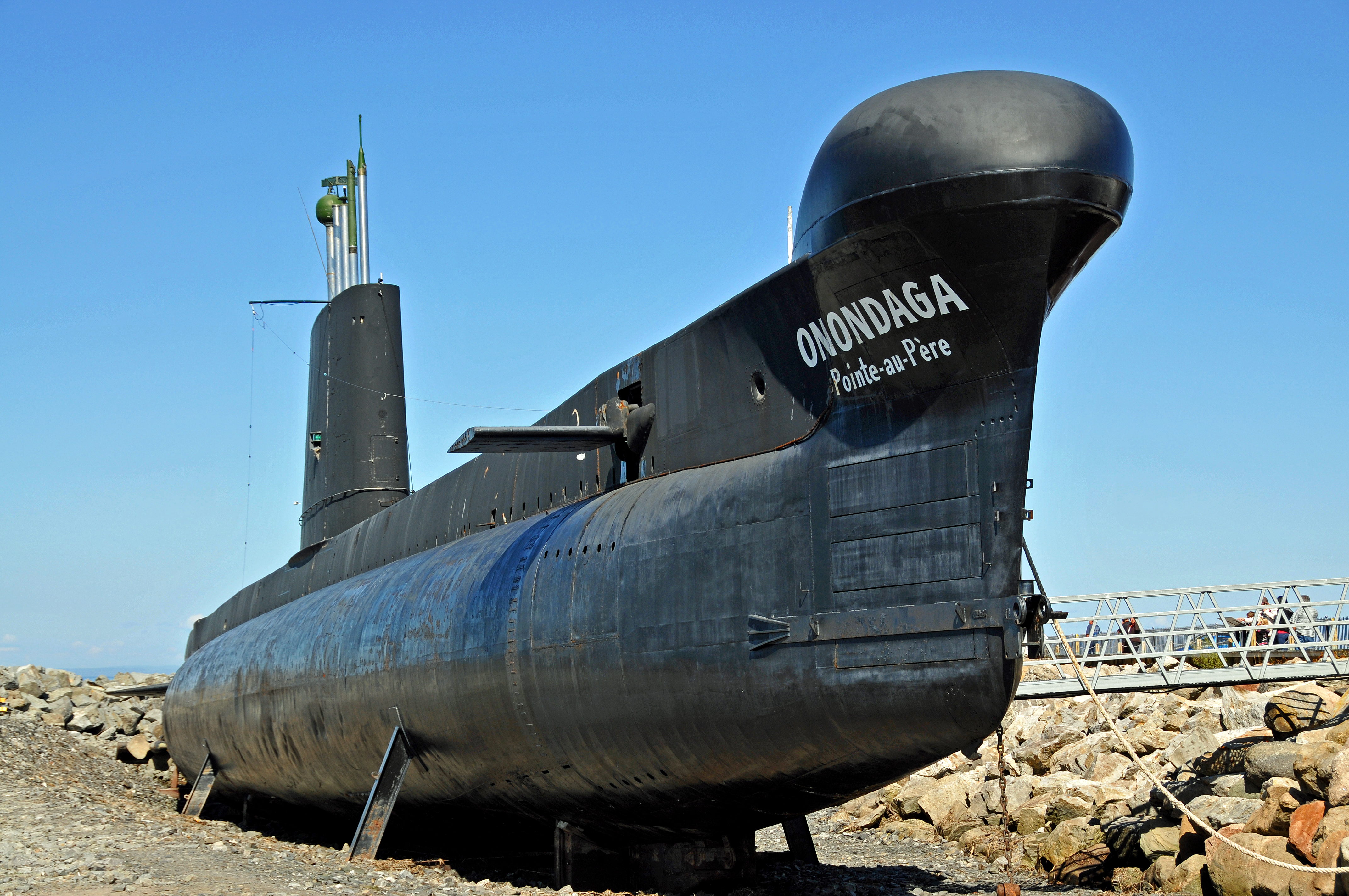
L’Onondaga en août 2010.

## Impacts touristique et économique régionaux
| Année       | Nombre de visiteurs    |
| ----------- | ---------------------- |
| 1982-1997   | moyenne de 10 000      |
| 1998-1999   | moyenne de 30 000      |
| 2000        | 40 000                 |
| 2001-2007   | moyenne de 30 000      |
| 2008        | 22 000                 |
| 2009        | 92 000                 |
| 2010        | 78 000                 |
| 2011 à 2015 | moyenne de 58 000      |
| 2016        | 63 000                 |
| 2017 -2019  | moyenne de 80 000 et + |
| 2020        | 16 000                 |
| 2021        | 63 000                 |
| 2022 - 2023 | moyenne de 80 000      |

Le musée n'est ouvert que pendant la période estivale, du début juin à la mi-octobre. À ses débuts et jusqu'à l'ouverture du Musée Empress of Ireland, la fréquentation du musée était de 10 000 visiteurs par année,. Lors de la première année d'ouverture du nouveau bâtiment en 2000, l'organisme accueille 40 000 visiteurs. Après 2001, à la suite de l'ouverture du Musée  Empress of Ireland, les intervenants touristiques régionaux considèrent que le musée est devenu —avec les Jardins de Métis situés à 40 km à l'est de Rimouski—, l'un des deux « moteurs touristiques de la région Gaspésie-Bas-Saint-Laurent ». Au début des années 2000, les Jardins de Métis sont l'attrait touristique le plus visité de la région Gaspésie-Bas-Saint-Laurent, leur fréquentation étant de plus de 100 000 visiteurs par année.
Le Musée de la Mer est loin d'atteindre les sommets de fréquentation des Jardins de Métis, mais les prévisions de Développement économique du Canada se confirment, et après 2001, la fréquentation du musée pouvait atteindre 35 000 visiteurs lors des bonnes années. La moyenne des visiteurs du musée se situait cependant plus près des 30 000 visiteurs annuellement, le musée ayant accueilli 500 000 personnes entre 1982 et 2006. La direction du musée constatait cependant une lente diminution du nombre de visiteurs, qui n'étaient plus que de 22 000 en 2008.

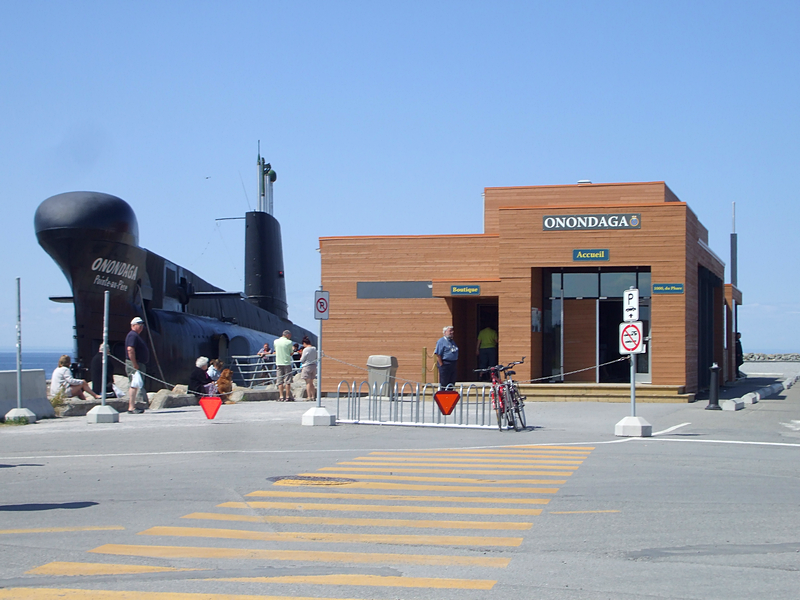
LOnondaga et son bâtiment d'accueil en 2010.

À la suite de l'ouverture de l'exposition de l’Onondaga, les 92 000 visiteurs de 2009 représentent une augmentation de la fréquentation du musée de plus de 313 % en comparaison avec le nombre de visiteurs de l'année précédente. L'attrait du sous-marin auprès des visiteurs fait en sorte que le site historique maritime est devenu la principale attraction touristique dans l'Est du Québec. Depuis l'ajout de ce nouvel attrait, le musée emploie une trentaine de personnes au plus fort de la saison touristique, au milieu de l'été. La vente des billets d'entrée étant la principale source de revenus du musée, le succès de foule de 2009, dont les retombées sont estimées à près d'un million de dollars, est donc très important pour l'organisme.
L'exposition du sous-marin est aussi très importante pour la région, Tourisme-Bas-Saint-Laurent estimant que les retombées économiques générées par les visiteurs en 2009 étaient de l'ordre de 15 millions de dollars,. Les principaux bénéficiaires du nombre accru de visiteurs à Rimouski sont les entreprises des secteurs de l’hébergement et de la restauration. Faits significatifs, les visiteurs de 2009 ne provenaient de la région immédiate du Bas-Saint-Laurent que dans une proportion de 13 % ; 80 % des visiteurs provenant d'une autre région du Québec et 7 % des visiteurs venaient de l'extérieur du Québec. Les commerçants ont aussi constaté que les touristes prolongeaient leurs séjours et ils ont surnommé ce phénomène « l’effet Onondaga ».
Dans la même veine, Alexander Reford, directeur des Jardins de Métis, ne voit pas le Site historique et maritime de la Pointe-au-Père comme un concurrent. Il a plutôt une opinion positive de l'impact touristique généré par l’Onondaga et mentionne que « l'on travaille sur le même objectif qui est de faire de notre région, le Bas-Saint-Laurent et la Gaspésie, une destination. Alors, d'avoir un produit d'appel comme l’Onondaga et le Musée de la mer bonifié, je pense que ça nous aide collectivement tous ».
En 2010, la fréquentation du musée atteint 78 000 visiteurs
 et en 2011 elle est de plus de 60 000 visiteurs, un résultat jugé satisfaisant par le musée compte tenu du « contexte d’une baisse générale de la clientèle touristique ». En 2012, la fréquentation du musée atteint 56 000 visiteurs, ce qui correspond aux estimations des dirigeants du musée compte tenu que l’effet de nouveauté de l'Onondaga s'est estompé. En 2014, grâce aux activités entourant le centième anniversaire du naufrage de l’Empress of Ireland, la fréquentation du musée dépasse à nouveau les 60 000 visiteurs. Les différents événements organisés en 2015 et 2016 permettent au musée de stabiliser la fréquentation à ce niveau,,. L'agrandissement du musée en 2017 et la création d'une nouvelle exposition sur le naufrage du paquebot permet d'attirer plus de 80 000 visiteurs. La tendance se maintient en 2018 et 2019. En 2020, le sous-marin et le phare sont fermés dû à la pandémie mondiale du COVID-19. Le musée Empress of Ireland accueille l'été 2020 16 000 visiteurs, ses capacités d'accueil étant fortement réduites dû aux règles sanitaires. En 2021, le sous-marin est équipé temporairement d'un système de filtreur à air, ce qui lui permet d'être ouvert durant l'été au côté du musée Empress of Ireland. Plus de 60 000 visiteurs font le déplacement, malgré les temps d'attentes importants pour monter à bord du sous-marin dû aux normes sanitaires qui demandaient un contrôle strict des entrées afin de minimiser les risques d'éclosion. En 2022 et 2023, l'organisme retrouve son rythme de croisière malgré la baisse des touristes internationaux au Québec post-pandémie. La fréquentation revient à 80 000 visiteurs.

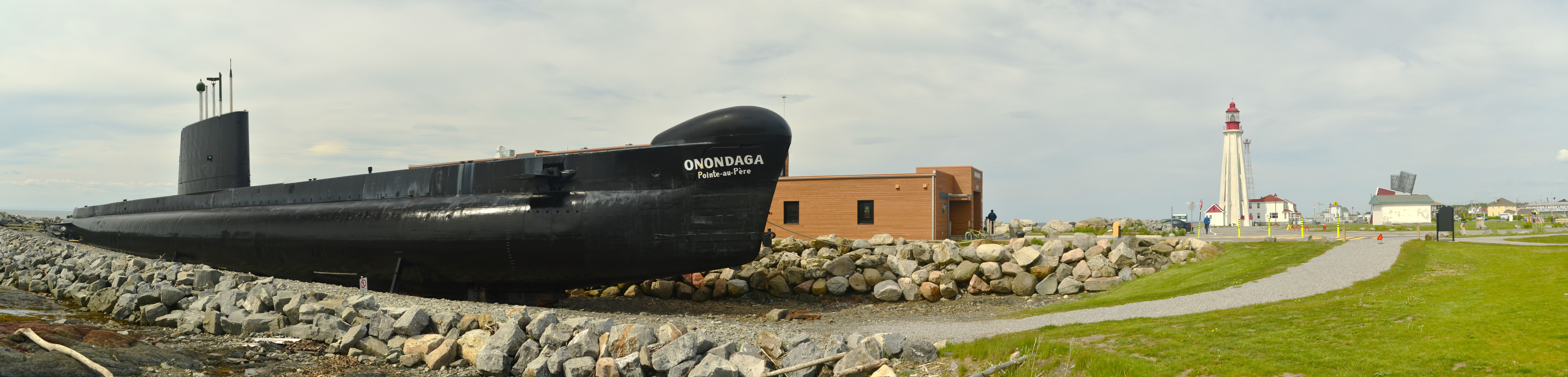
L’Onondaga, le phare de Pointe-au-Père et le pavillon Empress of Ireland en arrière-plan.

## Prix et distinctions
- Lauréat Or des Grands Prix du tourisme québécois 2001 dans la catégorie Attractions touristiques de moins de 100 000 visiteurs[17].
- Lauréat Bronze des Grands Prix du tourisme québécois 2004 dans la catégorie Attractions touristiques de moins de 50 000 visiteurs[106].
- Lauréat Or des Grands Prix du tourisme québécois 2010 dans la catégorie Attractions touristiques de moins de 100 000 visiteurs[53],[107].
- Lauréat Bronze des Grands Prix du tourisme québécois 2012 dans la catégorie Attractions touristiques de moins de 100 000 visiteurs[108],[61].
- Membre depuis avril 2012 de la « Collection d’expériences distinctives » de la Commission canadienne du tourisme[62].
- Prix audiovisuel et Multimédia Télé-Québec 2013 de la société des musées québécois pour le spectacle sensoriel « Le dernier voyage »[109].
- Prix Barbara-A Tyler 2021 remis au directeur Serge Guay pour le leadership muséal de l'Association des Musées canadiens[110]

## Directeurs généraux
- 1983-? : Jean-Pierre Fillion

- 1989-2021 : Serge Guay[111]
- 2022- : Hélène Théberge[112]

## Affiliations
Le Site historique maritime de la Pointe-au-Père est affilié à la Corporation des gestionnaires de phares de l'estuaire et du golfe Saint-Laurent, un organisme sans but lucratif créé en 2001, qui fait la promotion d'un parcours touristique appelé « La route des phares du Québec » et participe à la « conservation et la mise en valeur des phares » de l'estuaire et du golfe Saint-Laurent. Le phare de Pointe-au-Père est l'un des sept phares de l'est du Québec identifiés dans le parcours touristique dont cet organisme fait la promotion. Le siège social de la Corporation des gestionnaires de phares est situé à Pointe-au-Père dans les locaux du SHMP.
De plus le Site historique maritime de la Pointe-au-Père musée fait partie du réseau muséal « Rimouski, mes musées », créé en 2011. Ce réseau regroupe quatre musées rimouskois et a comme objectif d'aider chacune des institutions à accroître sa visibilité et sa notoriété.